# Beniamino Prior

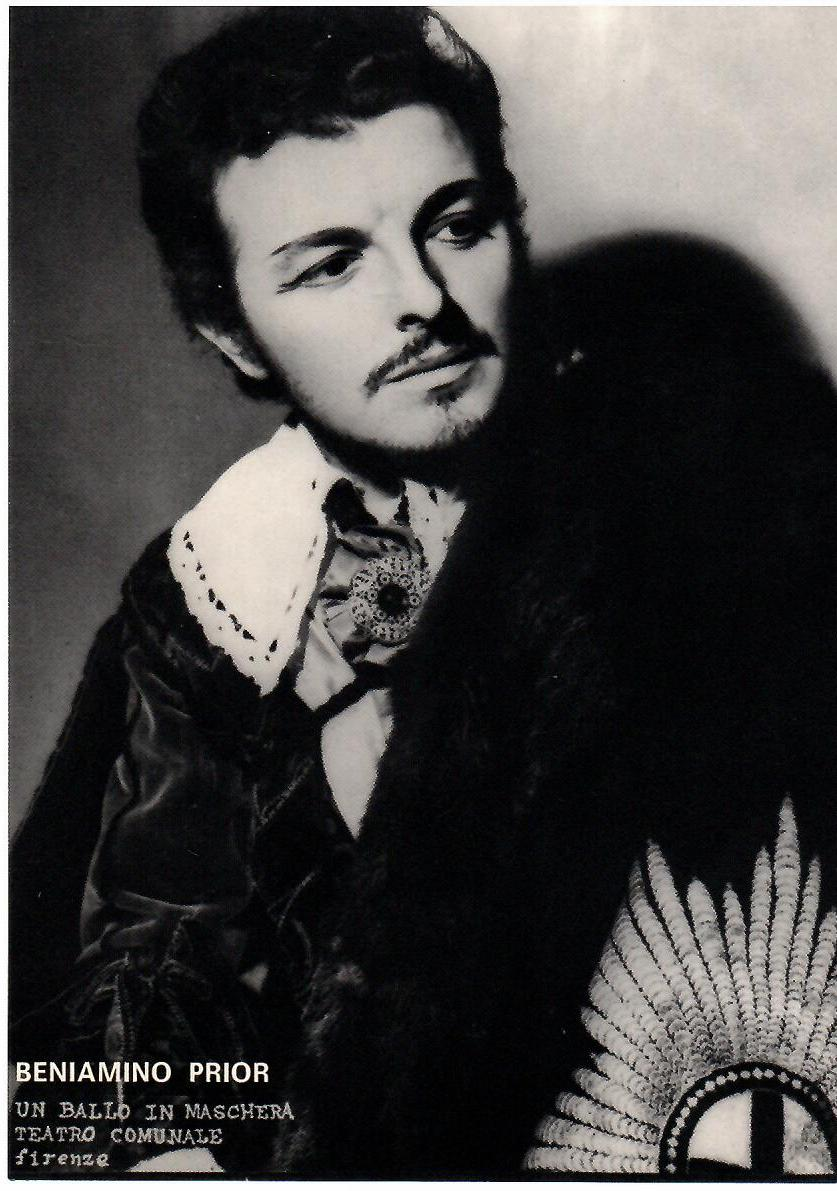
Beniamino Prior - Un ballo in maschera - Firenze 1971

Beniamino Prior (Tiezzo di Azzano Decimo, 16 agosto 1941) è un tenore lirico italiano che ha cantato a livello internazionale tra il 1967 e il 1995.

## Biografia
Apprezzato subito dal pubblico e dalla critica per la sua precisa e intensa vocalità e l’innata capacità di tenere il palcoscenico, Beniamino Prior annovera nel suo curriculum una trentina di ruoli principali: sia nel repertorio italiano, da Donizetti a Verdi a Puccini, che nel repertorio francese in lingua originale (da Gounod a Bizet, da Massenet a Thomas).

### Gli anni giovanili dello studio
Beniamino Prior è il terzogenito di una numerosa famiglia di coltivatori di Tiezzo, piccolo paese della provincia pordenonese. Le poche risorse della famiglia lo costringono ben presto a lasciare la scuola per entrare a lavorare nel comparto delle grandi Industrie Zanussi. Matura giusto in quegli anni la consapevolezza di possedere una dote vocale fuori dal comune, e l’intero paese lo supporta coralmente perché possa studiare privatamente musica ed entrare quindi al più vicino conservatorio. Lino Zanussi in persona si mobilita per permettergli di coltivare gli studi al Conservatorio Benedetto Marcello di Venezia dove Prior entra nel 1958.
Viene così seguito nella crescita e nello sviluppo della sua vocalità dal maestro Paolo Mirko Bononi (titolare in quegli anni della cattedra di canto al Conservatorio di Venezia) che rimarrà il suo unico maestro lungo tutto l’arco della carriera..

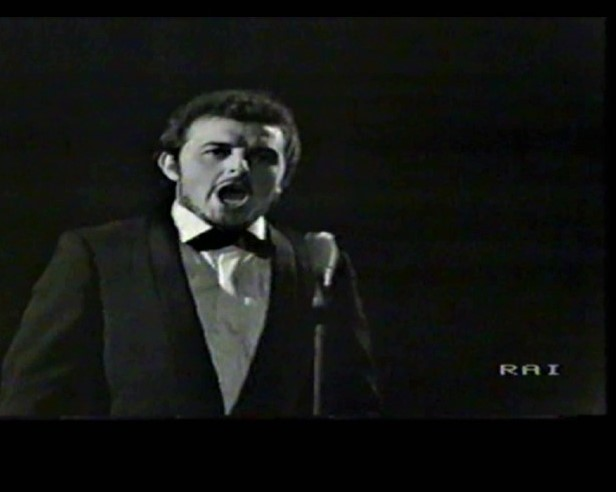
Concorso Voci Verdiane 1971

Nel 1967, prima ancora di terminare gli studi, viene ingaggiato dal Gran Teatro La Fenice di Venezia per cantare nel Requiem di Mozart sotto la direzione di Carlo Maria Giulini. Nello stesso anno consegue il diploma e inizia immediatamente la carriera dal prestigioso Teatro alla Scala di Milano. In occasione dell’inaugurazione della stagione lirica - il 7 dicembre 1967 - gli viene offerta la possibilità del debutto nel ruolo di Arturo nella Lucia di Lammermoor con la direzione del maestro Claudio Abbado. Insieme nel prestigioso cast ci sono Renata Scotto, Gianni Raimondi e Giangiacomo Guelfi.

### Gli anni del debutto
Fresco di studi si concentra nel perfezionamento di ruoli da tenore lirico leggero.
Ancora nel 1967 al Teatro Olimpico di Vicenza canta ne Il combattimento di Tancredi e Clorinda di Monteverdi. Poi viene la volta dei teatri di Parma e Venezia dove nel 1968 interpreta Arlecchino nei Pagliacci di Ruggero Leoncavallo e Raffaele nello Stiffelio di Verdi.
Dopo diversi ruoli minori, nel 1969 è finalmente scritturato come primo tenore alla Fenice di Venezia nel ruolo di Edgardo, protagonista nella Lucia di Lammermoor, accanto a Cristina Deutekom con la direzione del maestro Antonino Votto. Nel 1970 canta nuovamente a Venezia nel ruolo di Arturo ne La straniera di Vincenzo Bellini al fianco del soprano Renata Scotto sotto la direzione di Ettore Gracis e per la regia di Mauro Bolognini.
Ma è nel 1971 che il suo talento riceve un alto riconoscimento nel Concorso Internazionale per Voci Verdiane indetto dalla RAI TV in occasione del 70º anniversario della morte di G. Verdi, in cui Beniamino Prior vince il primo premio come miglior tenore: nonostante sia in attività già da qualche anno, la vittoria in questo concorso aumenta la sua visibilità e gli apre le porte di tutti i più importanti teatri del mondo che iniziano ad ingaggiarlo e a contenderselo nei cartelloni.

### Gli anni della definizione dei personaggi
Dopo questa fase iniziale nella quale tempra il timbro vocale, inizia ad affrontare un nuovo repertorio e si concentra in ruoli e personaggi che diventeranno il fulcro della sua carriera da tenore lirico. Dai primi anni settanta inizia a collezionare oltre 130 recite di Pinkerton in Madama Butterfly, oltre 100 repliche della Bohème, 90 recite nel ruolo di Alfredo in La traviata, più di 90 di Edgardo in Lucia di Lammermoor; 60 sono invece le repliche di Rigoletto in vari teatri del mondo che lo vedono protagonista come Duca di Mantova.
Nel maggio del 1975 debutta al Teatro Comunale di Bologna la fortunatissima produzione del Faust di Gounod, in lingua originale, in cui Beniamino Prior interpreta il Dottor Faust: nel cast insieme a lui ci sono Mirella Freni, Ruggero Raimondi, Giorgio Zancanaro; i costumi sono di Pier Luigi Pizzi e la regia di Luca Ronconi. Lo spettacolo riscuote un enorme successo e viene replicato anche nelle stagioni 1976 e 1977.

### Gli anni della maturità vocale
La precisazione dei ruoli più consoni al suo timbro vocale e alle sue doti interpretative e sceniche lo porta negli anni ottanta a consolidare il proprio repertorio ma anche ad esplorare partiture nuove, non meno impegnative.
Nel 1981, infatti, debutta a Caracas al Teatro Municipal con il personaggio di Maurizio nella Adriana Lecouvreur: lo affiancano in questa produzione il soprano Gilda Cruz-Romo, il mezzosoprano Fiorenza Cossotto, il basso Ivo Vinco, sotto la direzione di Michelangelo Veltri.
Nel 1982 affronta la sua prima Tosca nei panni del pittore Mario Cavaradossi al Théatre des Arts di Rouen, con il soprano Marina Krilovici e il baritono Giuseppe Taddei, per la direzione di Paul Ethuin. Replicherà questo ruolo in Francia e in diversi teatri americani negli anni seguenti, sempre con grande successo.
Ancora nel 1982 debutta un altro ruolo verdiano: Rodolfo nella Luisa Miller. Il Grand Théâtre de Bordeaux lo vede protagonista insieme a Faye Robinson, Malcolm King e Bonaldo Giaiotti, sotto la direzione di Gianfranco Rivoli.
Nel 1983 al Grand Opéra di Avignone porta in scena con successo il personaggio di Gabriele Adorno nel Simon Boccanegra affiancato da un cast d’eccezione: il soprano Ghena Dimitrova, il baritono Renato Bruson e l’amico Bonaldo Giaiotti; la direzione è di Alain Guingal e la regia di Margarete Wallmann.
L’anno seguente (1984) si dimostra pronto per la vocalità del Don Carlo in 5 Atti : il Grand Théâtre de Bordeaux lo ingaggia per debuttare il personaggio a fianco di Mari Anne Haggender, Eva Randova, Lorenzo Saccomani e Ferruccio Furlanetto, sotto la direzione di Michel Plasson e con la regia di Jacques Karpò.
A completare il curriculum di ruoli verdiani, nel 1985 gli si presenta l’opportunità di portare in scena il personaggio di Foresto nell'Attila: l’Opéra di Marsiglia lo scrittura per questa impegnativa partitura insieme a Lynne Strow-Piccolo, John Rawnsley e José van Dam, sotto la direzione di Alessandro Siciliani.
Nel corso di tutta la carriera Beniamino Prior alterna al repertorio operistico numerose interpretazioni di Musica sacra e sinfonico-corale.
La prima esecuzione in pubblico avviene nel Requiem di Mozart alla Fenice di Venezia nel 1967, ma è la Messa da Requiem di Verdi quella che il tenore eseguirà più spesso nella sua carriera.
Nel 1972 canta la IX Sinfonia di Beethoven sotto la direzione di Lovro von Matačić e la replica a Bologna nel 1980 sotto la direzione di Yuri Ahronovich.
Nel 1979 partecipa al concerto finale per il Festival dei due mondi di Spoleto e canta la Missa “O Pulcritudo” di Menotti: in mondovisione lo affiancano il soprano Renata Baldisseri, il mezzosoprano Wilma Borelli e il basso Ferruccio Furlanetto.
A metà degli anni novanta si ritira dalle scene e inizia una intensa attività concertistica affiancandole quella di maestro di canto, seguendo la formazione di giovani interpreti della scena italiana, e rimane attivo e disponibile per la direzione artistica di eventi musicali della sua città e del suo territorio.

## Repertorio

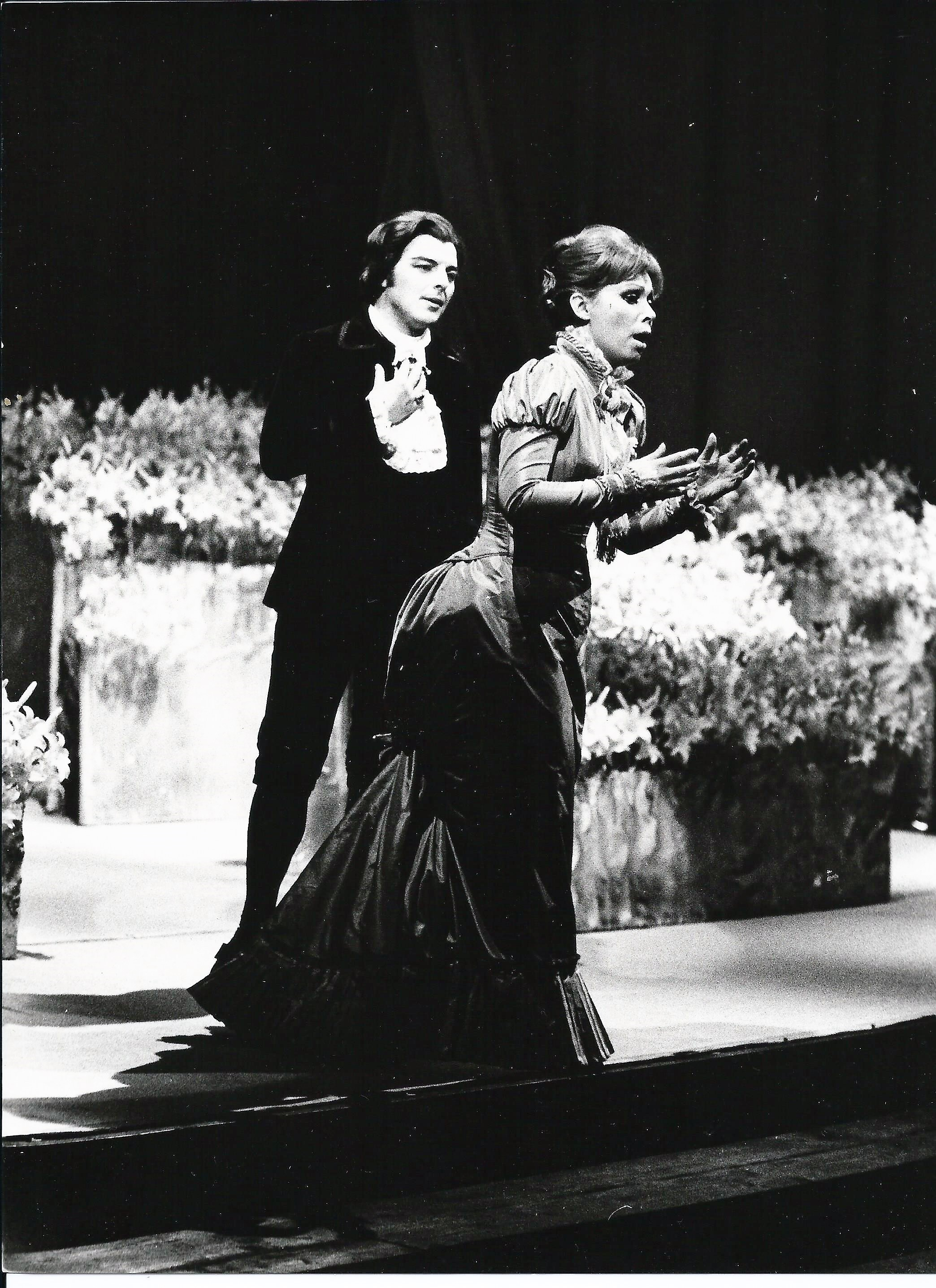
Faust, Beniamino Prior con Mirella Freni Teatro Comunale di Bologna 1975

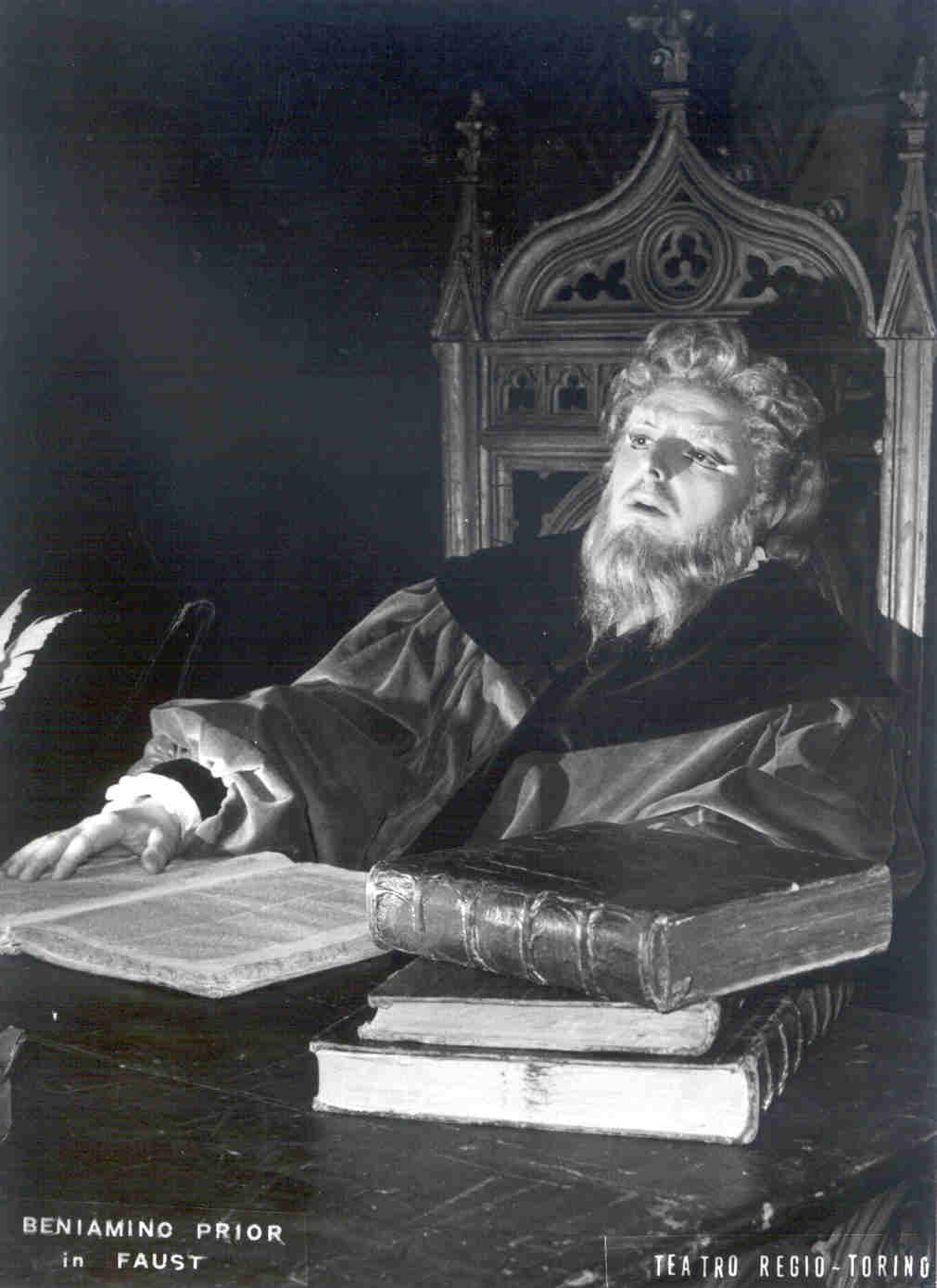
Faust di Gounod Beniamino Prior (Dottor Faust) Teatro Regio di Torino 1975

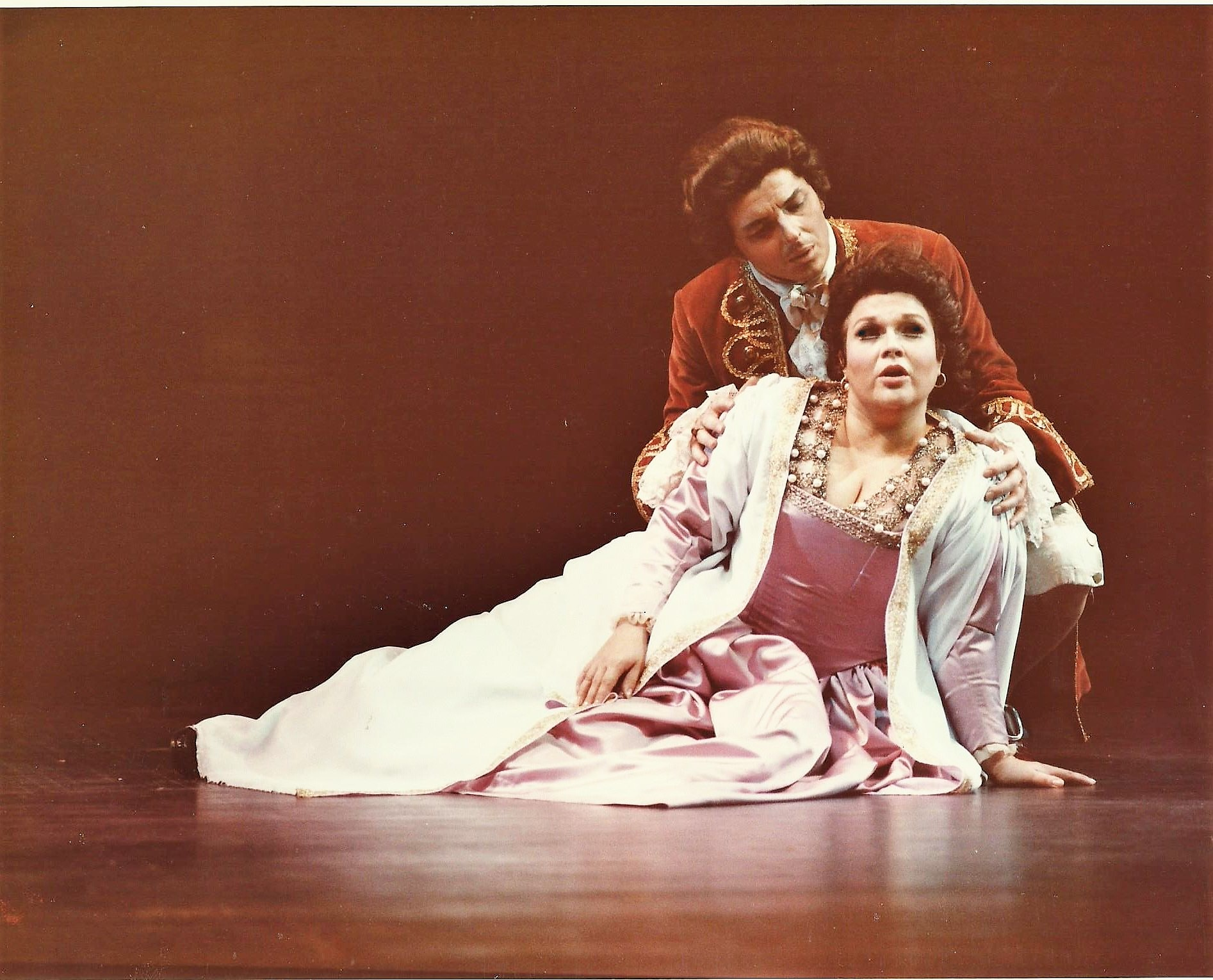
La Mignon di A.Thomas Beniamino Prior con Marilyn Horne Canadian Opera Edmonton (CAN) 1978

### Repertorio Operistico

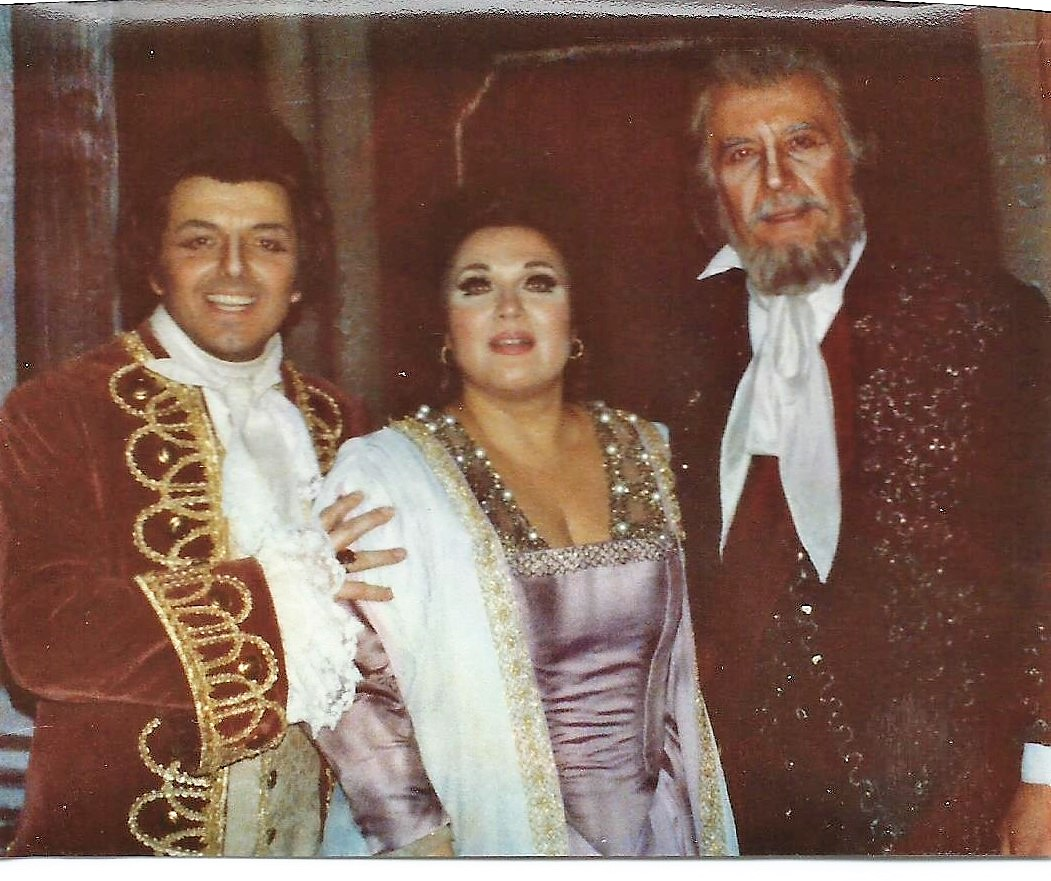
Beniamino Prior con Marilyn Horne e Nicola Zaccaria Edmonton (CAN) 1978

| AUTORE        | OPERA                  | RUOLO               |
|               |                        |                     |
| BELLINI V.    | I Capuleti e Montecchi | Tebaldo             |
| BELLINI V.    | La Straniera           | Arturo              |
| BIZET G.      | Le pècheurs de perles  | Nadir               |
| BOITO A.      | Mefistofele            | Faust               |
| CAVALLI F.    | Giasone                | Egeo                |
| CILEA F.      | Adriana Lecouvrier     | Maurizio            |
| DONIZETTI G.  | Lucia di Lammermoor    | Lord Edgardo        |
| DONIZETTI G.  | Lucrezia Borgia        | Gennaro             |
| DONIZETTI G.  | L'elisir d'amore       | Nemorino            |
| DONIZETTI G.  | Anna Bolena            | Lord Riccardo Percy |
| DVOŘÁK A.     | Rusalka                | Il Principe         |
| FERRARI G.    | Lord Savile            | Arthur              |
| GOUNOD C.     | Faust                  | Dottor Faust        |
| MASSENET J.   | Manon                  | Des Grieux          |
| PONCHIELLI A. | La gioconda            | Enzo Grimaldo       |
| PUCCINI G.    | Madama Butterfly       | B.F.Pinkerton       |
| PUCCINI G.    | La Bohème              | Rodolfo             |
| PUCCINI G.    | Tosca                  | Mario Cavaradossi   |
| PUCCINI G.    | La rondine             | Ruggero             |
| THOMAS A.     | La mignon              | Wilhelm Meister     |
| VERDI G.      | La traviata            | Alfredo             |
| VERDI G.      | Rigoletto              | Duca di Mantova     |
| VERDI G.      | Macbeth                | Macduff             |
| VERDI G.      | Un ballo in maschera   | Riccardo            |
| VERDI G.      | Simon Boccanegra       | Gabriele Adorno     |
| VERDI G.      | Luisa Miller           | Rodolfo             |
| VERDI G.      | Attila                 | Foresto             |
| VERDI G.      | Don Carlos             | Don Carlo           |
| VERDI G.      | Nabucco                | Ismaele             |

### Musica Sacra e sinfonico-corale
| HAYDN JOSEPH FRANZ     | Stabat Mater         |
| MOZART WOLFANG AMADEUS | Requiem in re minore |
| WAN BEETHOVEN LUDWIG   | Missa Solemnis       |
| WAN BEETHOVEN LUDWIG   | IX Sinfonia          |
| BERLIOZ HECTOR         | Te Deum              |
| VERDI GIUSEPPE         | Messa da Requiem     |
| PUCCINI GIACOMO        | Messa di Gloria      |
| DVOŘÁK ANTONÌN         | Stabat Mater         |
| MENOTTI GIAN CARLO     | Missa “O Pulcritudo” |

## Cronologia dei ruoli per compositore
GIACOMO PUCCINI
Madama Butterfly : Pinkerton

Madama Butterfly Beniamino Prior con Wilma Vernocchi Torre del Lago 1972

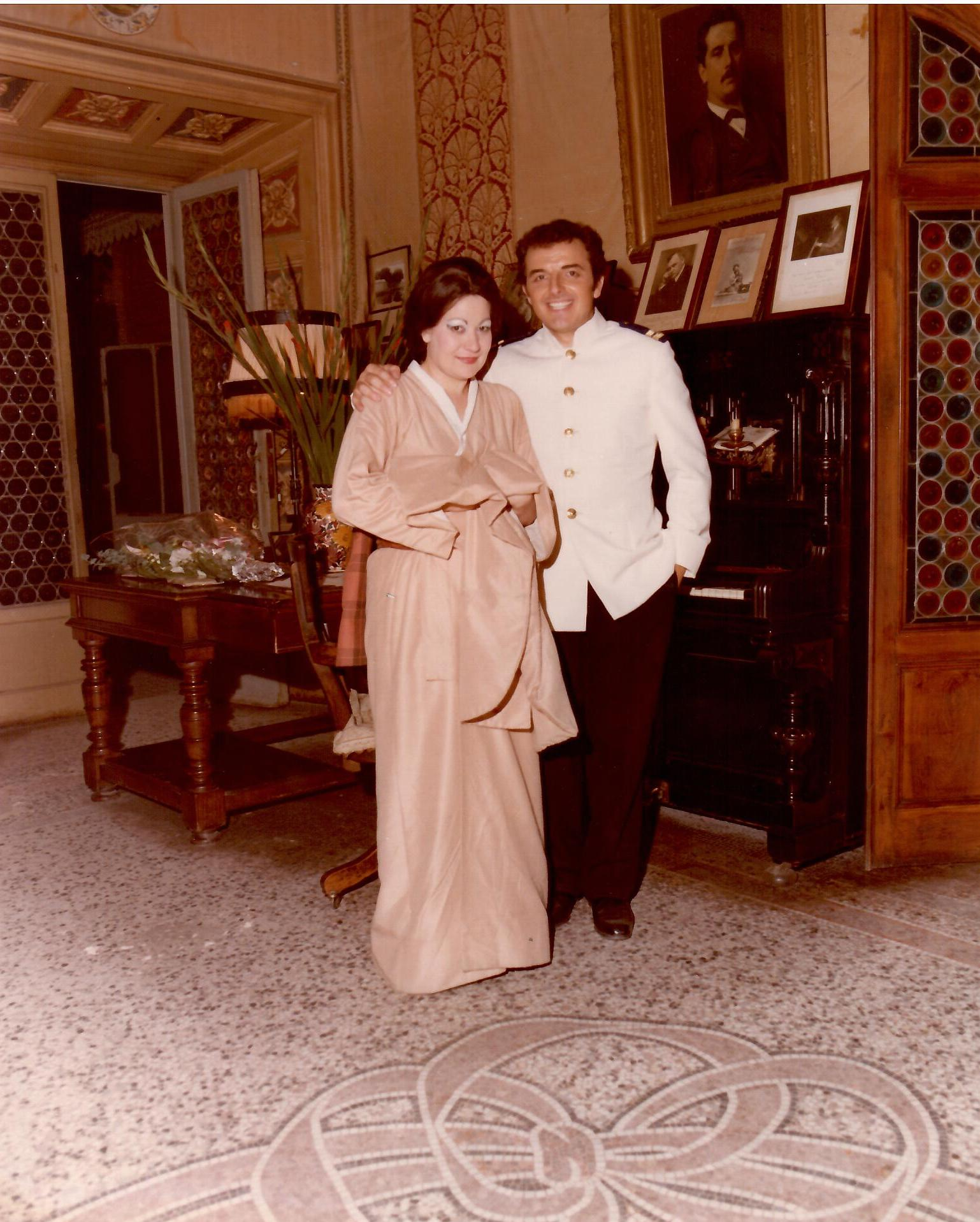
Madama Butterfly Beniamino Prior con Elena Mauti Nunziata Torre del Lago 1977

Madama Butterfly Beniamino Prior con Renata Scotto teatro Municipal Santiago del Cile 1985

Firenze Teatro Comunale, 1971  (Mietta Sighele, Mario Stecchi, dir. Nello Santi).

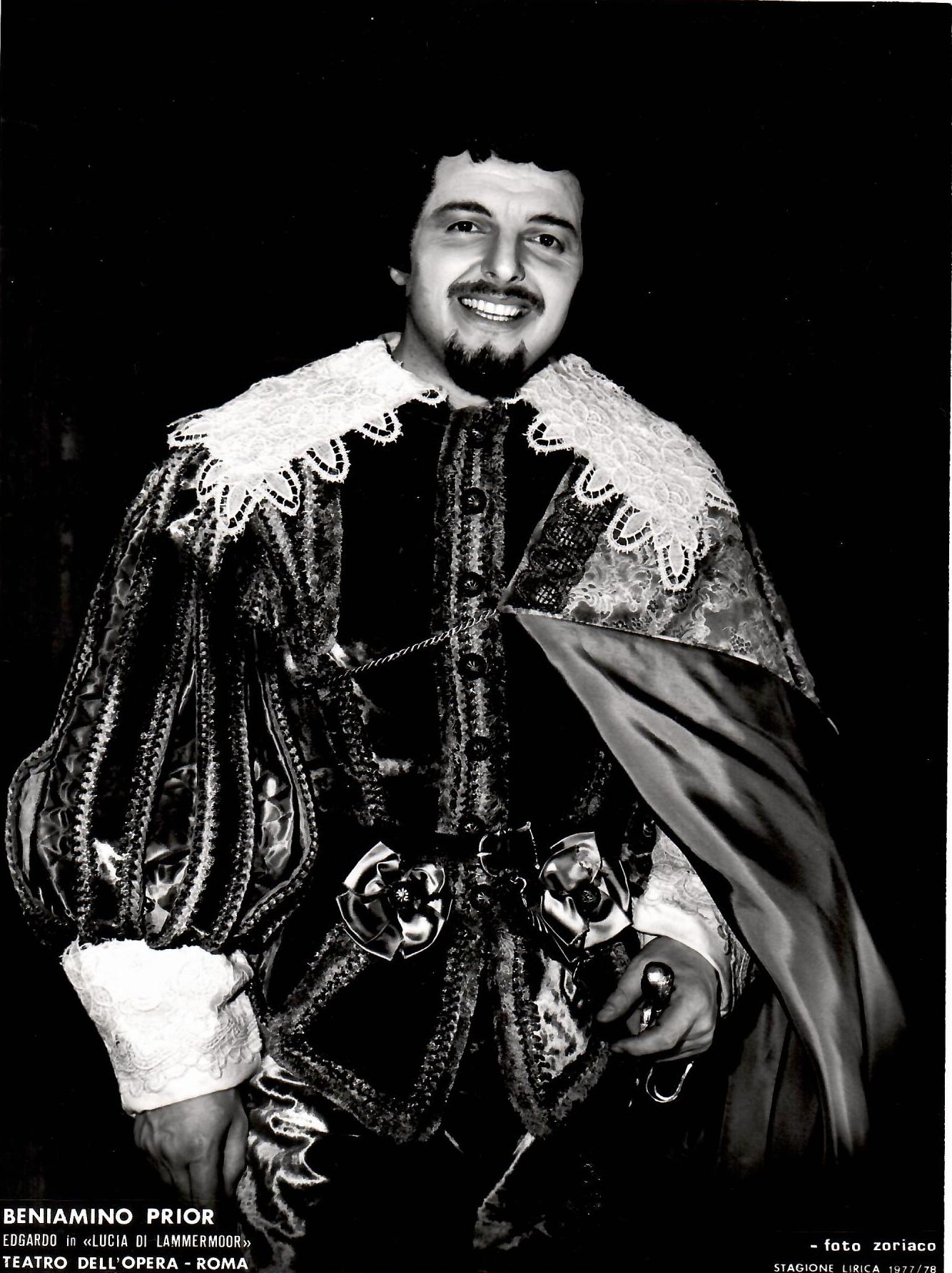
Lucia di Lammermoor Beniamino Prior (Edgardo) Teatro dell'Opera di Roma 1978

Piacenza Teatro Municipale, 1972 (Mietta Sighele, Mario Stecchi, dir. F.M.Martini).
Pisa Teatro Verdi, 1972 (Wilma Vernocchi, Mario D'Anna, dir. Danilo Belardinelli).
Torre del Lago, 1972  (Wilma Vernocchi, Piero Francia, dir. Giacomo Zani)
Lecce Anfiteatro Romano, 1972 (Yasuko Hayasy, Vicent Sardinero, dir. Napoleone Annovazzi).

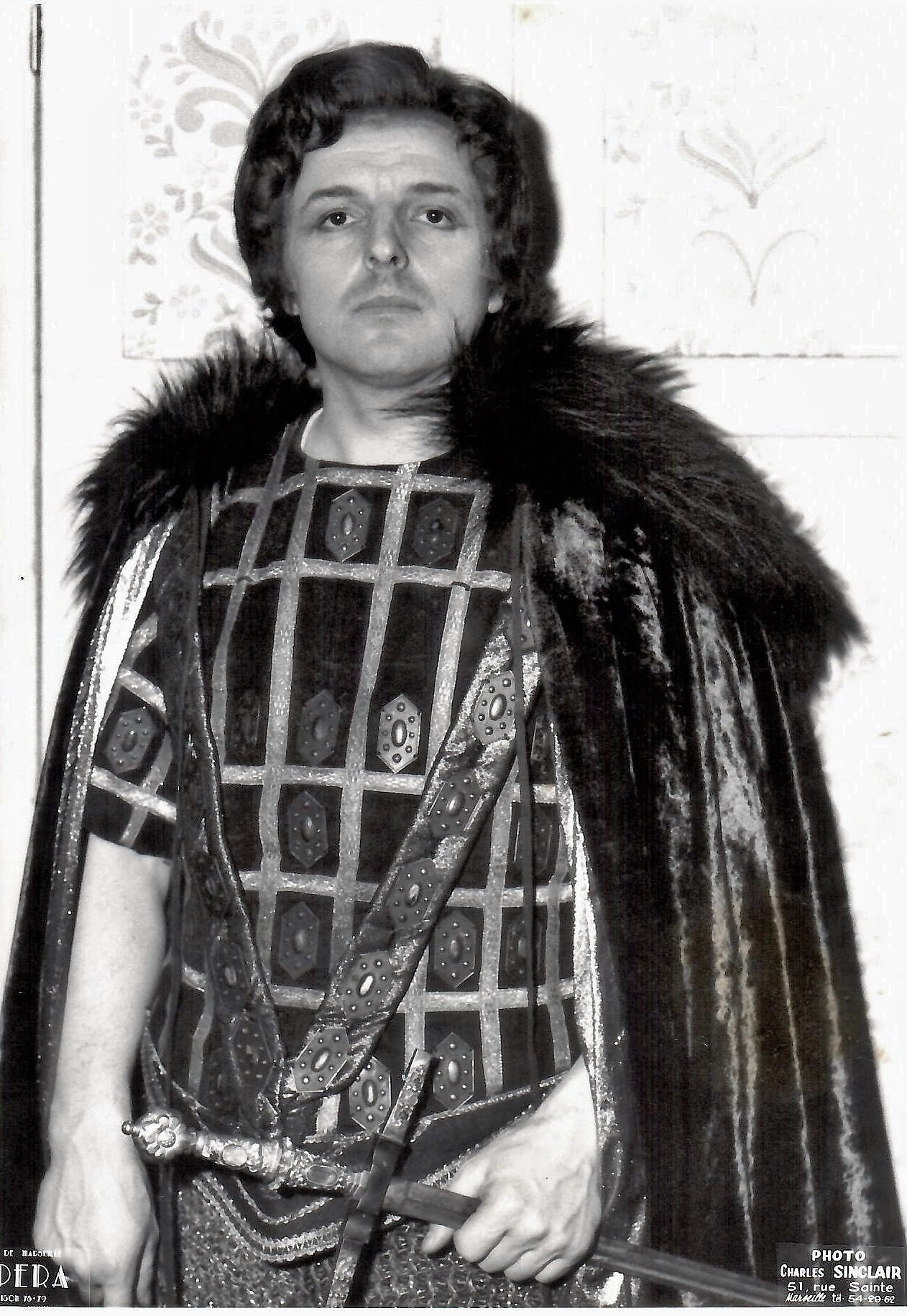
Macbeth Beniamino Prior (Macduff) Opéra di Marsiglia 1979

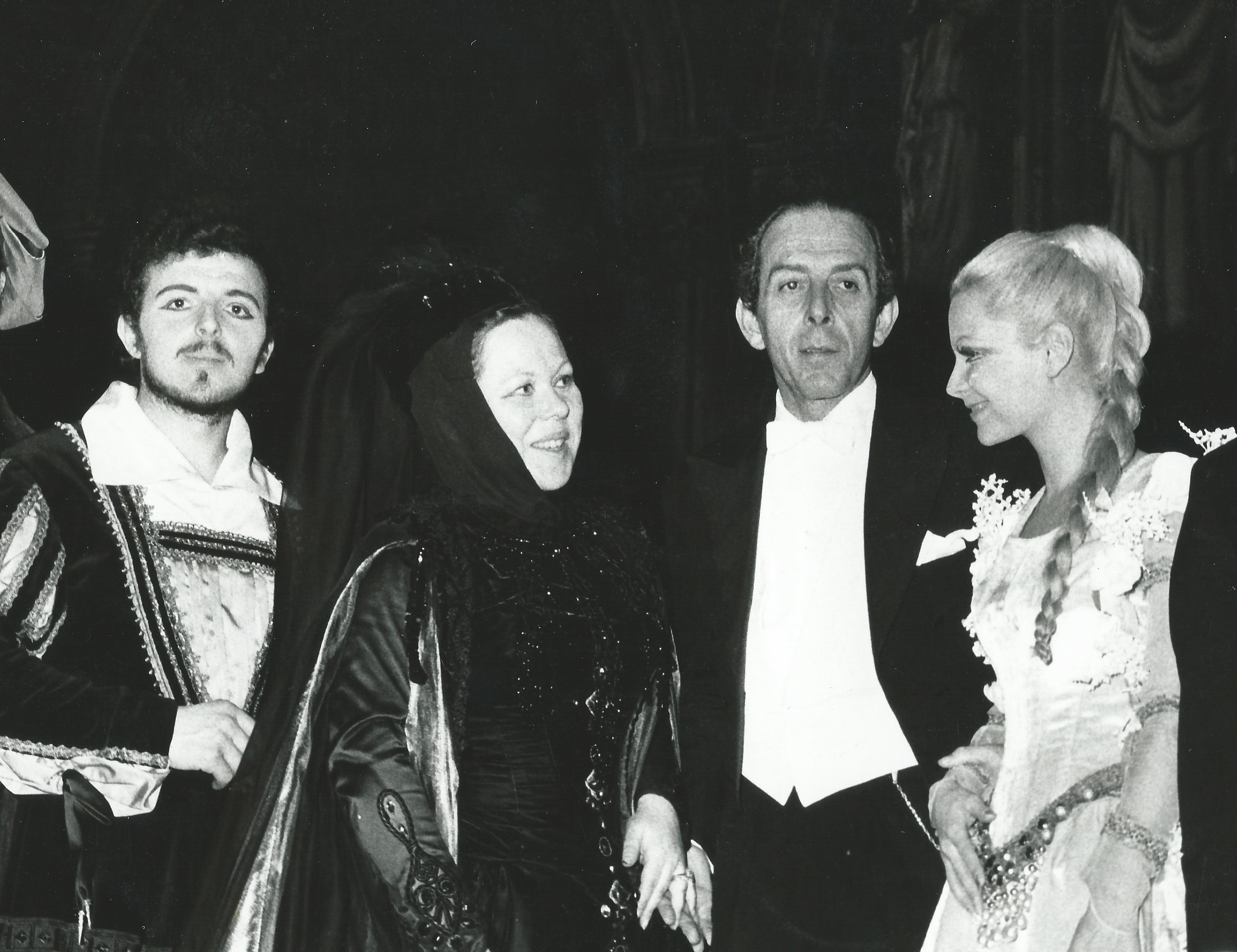
La straniera, Beniamino Prior con Renata Scotto, Ettore Gracis, Elena Zilio La fenice 1970

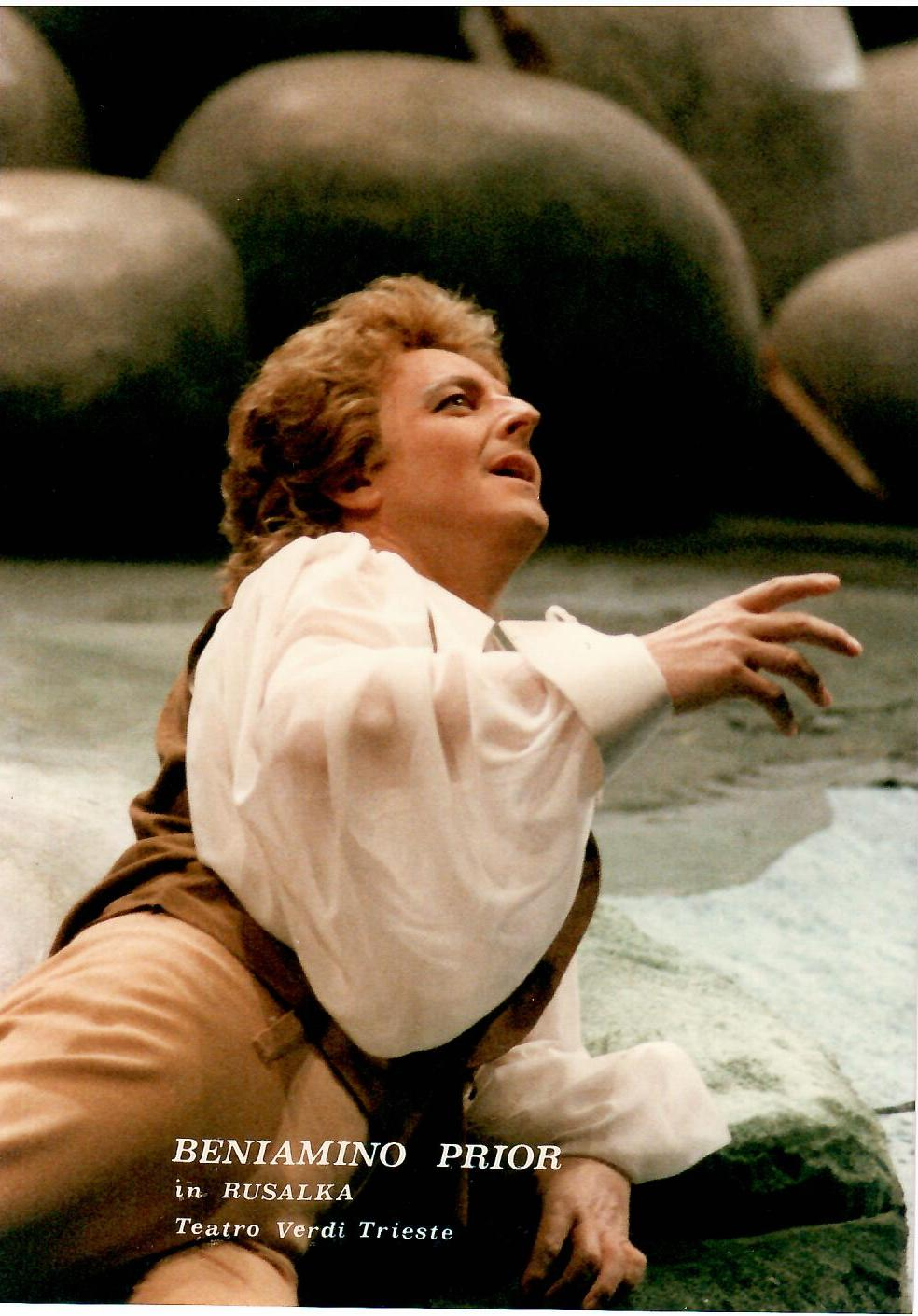
Rusalka, Beniamino Prior (il principe), Teatro Verdi Trieste, 1985

Bologna Teatro Comunale, 1972 /73 (Maria Chiara / Wilma Vernocchi, dir. Maurizio Arena).
Vienna Staatsoper, 1973 (Cristina Deutekom, Kostas Pascalis, dir. Jaques Delacorte).
La Spezia Teatro Civico, 1973 (Atzuko Azuma, Giorgio Gatti, dir. Loris Gavarini).
Empoli Teatro Excelsior, 1973 (Michie Akisada, Giorgio Gatti, dir. Giuseppe Morelli).
Fabriano Teatro Gentile, 1973 (Michie Akisada, Walter Alberti, dir. Loris Gavarini).
Adria Teatro Comunale, 1973 (Virginia Zeani, Walter Alberti, dir. Loris Gavarini).
Bristol Welsh National Opera, 1973  (Grace de la Cruz, Julian Moyle, dir. Alan Suttie).
Liverpool Royal Court Theatre, 1973 (Grace de la Cruz, Julian Moyle, dir. Alan Suttie).
Bologna Teatro Comunale, 1974 (Maria Chiara, Attilio D'Orazi, dir. Maurizio Arena ).
San Paolo del Brasile Teatro Municipal, 1974 (Yasuko Hayasy, dir. Gigi Campanino).
Caracas Teatro Municipal, 1975 (Karan Armstrong, dir. Anton Coppola).
Dallas Civic Opera,1975 (Maria Krilovici, dir. Nicola Rescigno).
Bologna Teatro Comunale, 1976 (Elena Mauti Nunziata, Attilio D'Orazi, dir. Maurizio Arena).
Caracas Teatro Municipal 1976 (Yasuko Hayasy, Ramon Iriarte, dir. Michelangelo Veltri).
Roma Terme di Caracalla, 1976 (Giuliana Trombin, Guido Mazzini, dir. Ferruccio Scaglia).
Torre del Lago, 1976  (Raina Kabaivanska, Walter Alberti, dir. Reynald Giovaninetti).
Torre del Lago, 1977 (Elena Mauti Nunziata, Alberto Rinaldi, dir.Maurizio Rinaldi).
Santiago del Cile Teatro Municipal, 1977 (Gilda Cruz-Romo, Ricardo Yost, dir. Michelangelo Veltri)

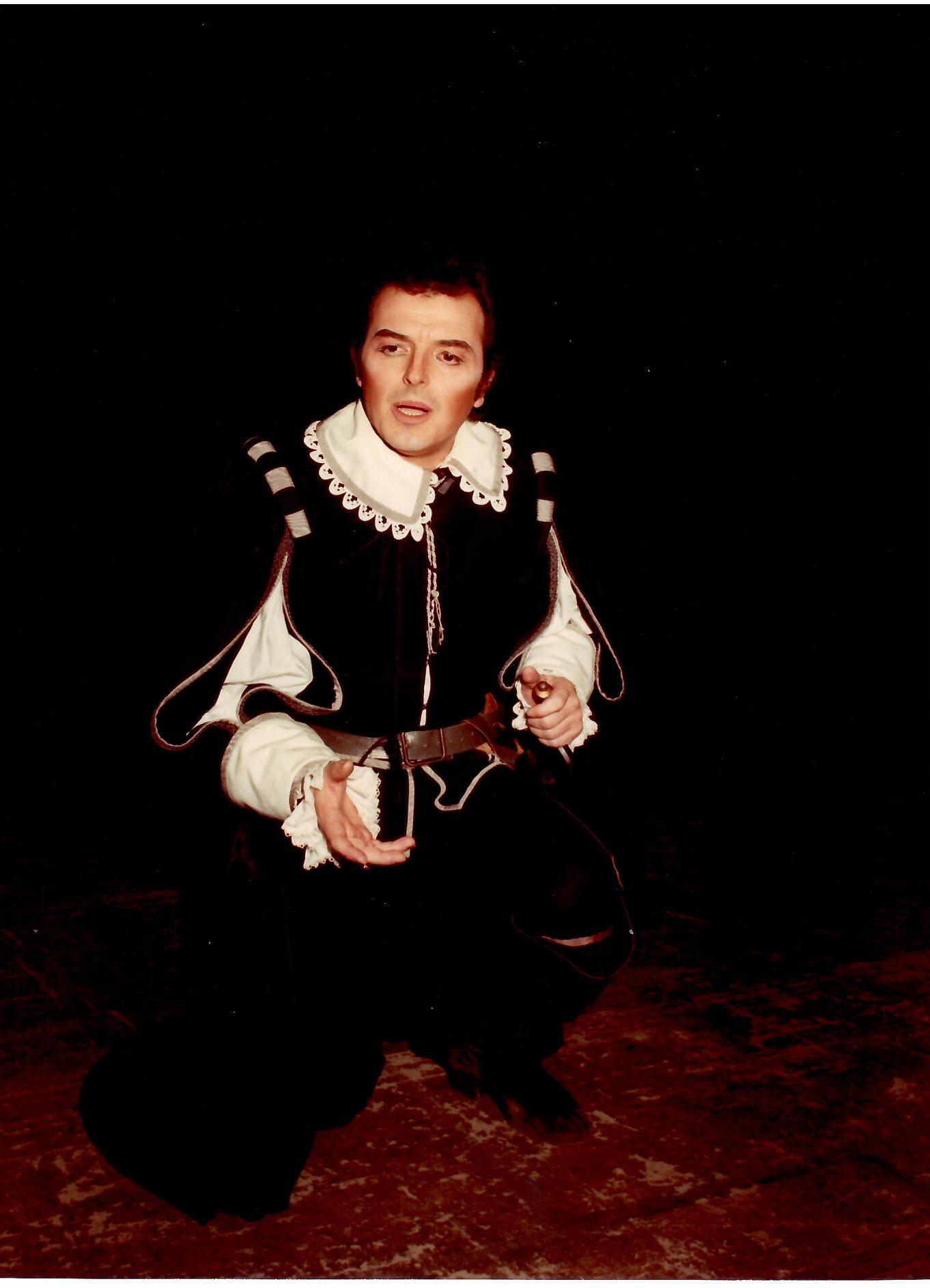
Lucia di Lammermoor Beniamino Prior (Edgardo) Opèra di Lille 1983

Barcellona Teatro del Liceo, 1978 (Miwako Matsumoto, dir. Michelangelo Veltri).
Napoli Teatro San Carlo, 1978 (Olivia Stapp /Wilma Vernocchi, Antonio Boyer, dir. Maurizio Arena).
Napoli Teatro San Carlo, 1980 (Elena Mauti Nunziata, Antonio Boyer, dir. Franco Mannino).
Buenos Aires Teatro Colòn, 1980 (Elena Mauti Nunziata, Lorenzo Saccomani, dir. Oliviero De Fabritiis).
Tolosa Théatre du Capitol, 1981 (Françoise Garner, Attilio D'Orazi, dir. GiampieroTaverna).

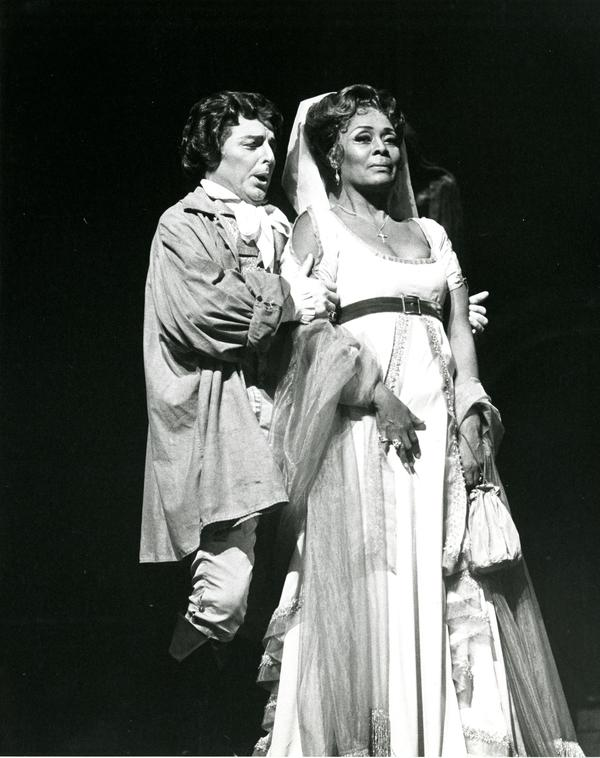
Tosca Beniamino Prior con Shirley Verret New Orleans Opera 1983

Rouen Théatre des Arts, 1981 (Françoise Garner, Attilio D'Orazi, dir. Paul Ethuin).
Venezia La Fenice, 1982  (Eugenia Moldoveanu, Ferdinan Radovan, dir. Aliahu Inbal).Regia di Giorgio Marini.
Marsiglia Opéra, 1982 (Patricia Craig, René Massis, dir. Henry Lewis).
Torino Teatro Regio, 1983 (Yoko Watanabe / Miwako Matsumoto, dir. Michelangelo Veltri).
Verona Arena, 1983 (Yasuko Hayasy, Rolando Panerai, dir. Maurizio Arena).
Venezia La Fenice, 1983 (Eugenia Moldoveanu, Lorenzo Saccomani, dir. Aliahu Inbal).
Torre del Lago, 1984 (Diana Soviero /Elena Mauti Nunziata, Vicent Sardinero, dir. Marcello Panni).
Trieste Teatro Verdi, 1984 (Adriana Morelli, Angelo Romero, dir. Baldo Podic).
Santiago del Cile Teatro Municipal, 1985 (Renata Scotto, Robert Galbrait, dir. Miguel Patron Marchand).
.
La bohème : Rodolfo

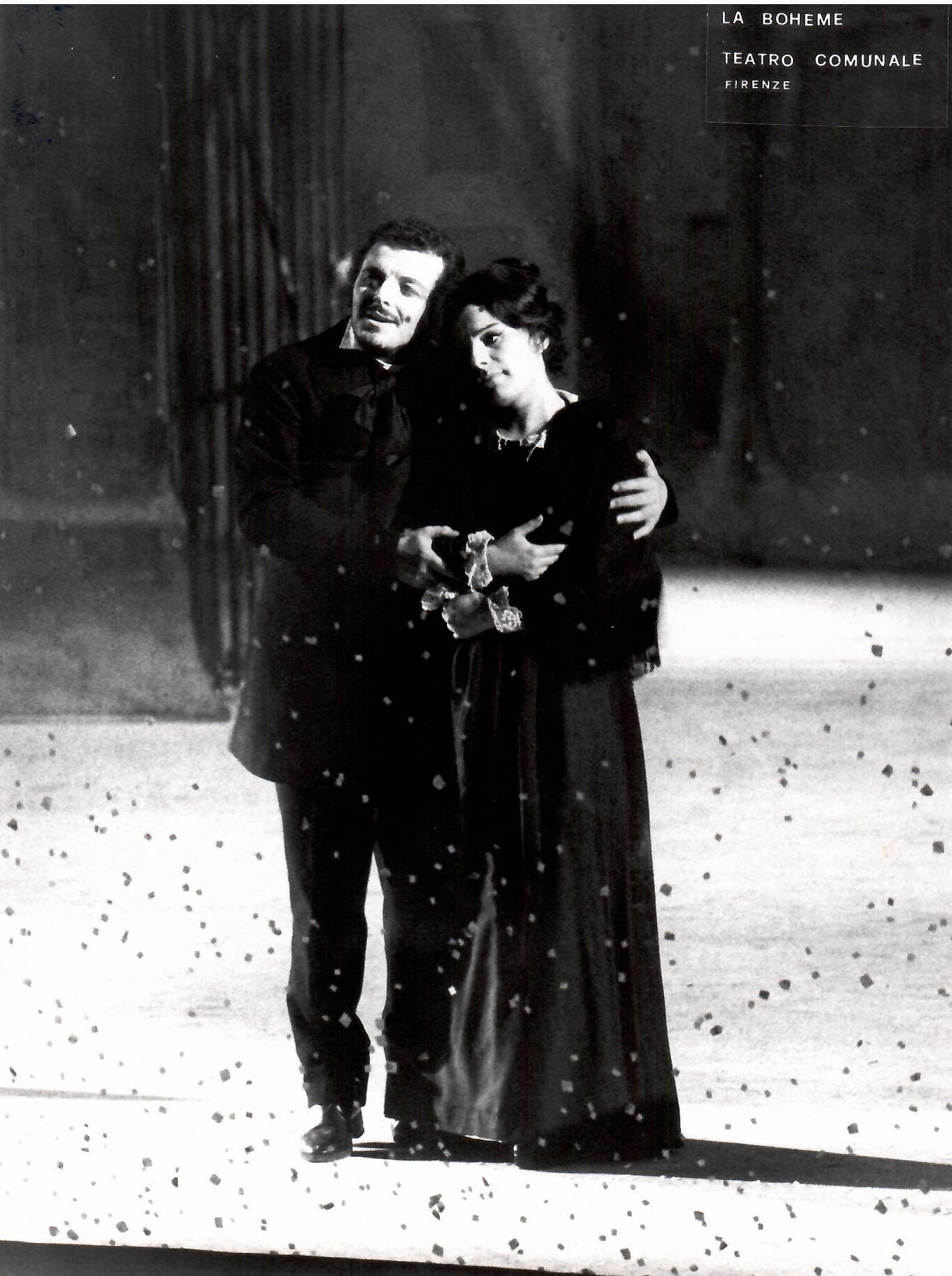
La bohème Beniamino Prior con Mietta Sighele Teatro Comunale Firenze 1975

Novara Teatro Coccia, 1972  (Wilma Vernocchi, Giuseppe Lamacchia, dir. Piero Provera).
Adria Teatro Comunale, 1972 (Wilma Vernocchi, Giuseppe Forgione, dir. Enrico Pessina).

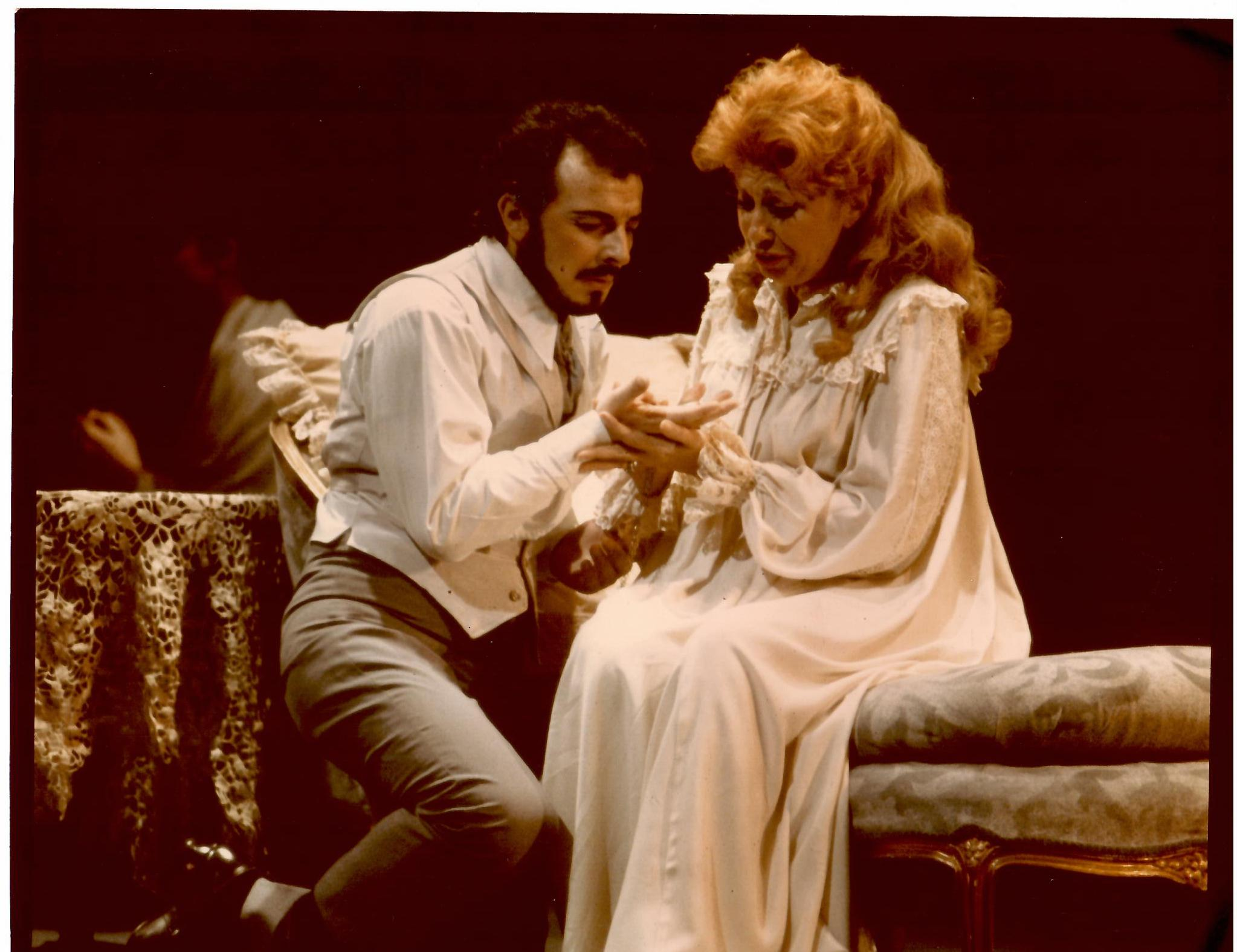
La traviata Beniamino Prior con Beverly Sills Dallas Civic Opera 1976

Pordenone Teatro Verdi, 1973 (Virginia Zeani, Orazio Mori, dir. Loris Gavarini).
Torre del Lago, 1973 (Adriana Maliponte, Angelo Romero, dir. Giacomo Zani).
San Paolo del Brasile Teatro Municipal, 1973 (Antonietta Cannarile, Giangiacomo Guelfi, dir. Gigi Campanino).
Napoli Teatro San Carlo, 1974 (Edda Vincenzi, Alberto Rinaldi, dir.Danilo Belardinelli).
Firenze Teatro Comunale, 1974/75 (Mietta Sighele, Lino Puglisi, dir. Giuseppe Patanè).
Palermo Teatro Massimo, 1975 (Irma Capece Minutolo / Rita Talarico, Domenico Trimarchi /Gabriele Foresta, dir. Paolo Peloso / Davide Machado).
Jesi Teatro Pergolesi, 1975 (Mariana Niculescu, Giuseppe Morresi, dir. Fernando Caniglia).
Napoli Teatro San Carlo, 1975/76 (Adriana Maliponte / Milena Dal Piva, Domenico Trimarchi / Licinio Montefusco, dir. Ugo Rapalo).
Caracas Teatro Municipal, 1976 (Elena Mauti Nunziata, Matteo Manuguerra, dir. Nicola Rescigno).
Livorno Teatro Goldoni, 1976 (Lucia Stanescu, Alberto Rinaldi, dir. Gianfranco Rivoli).

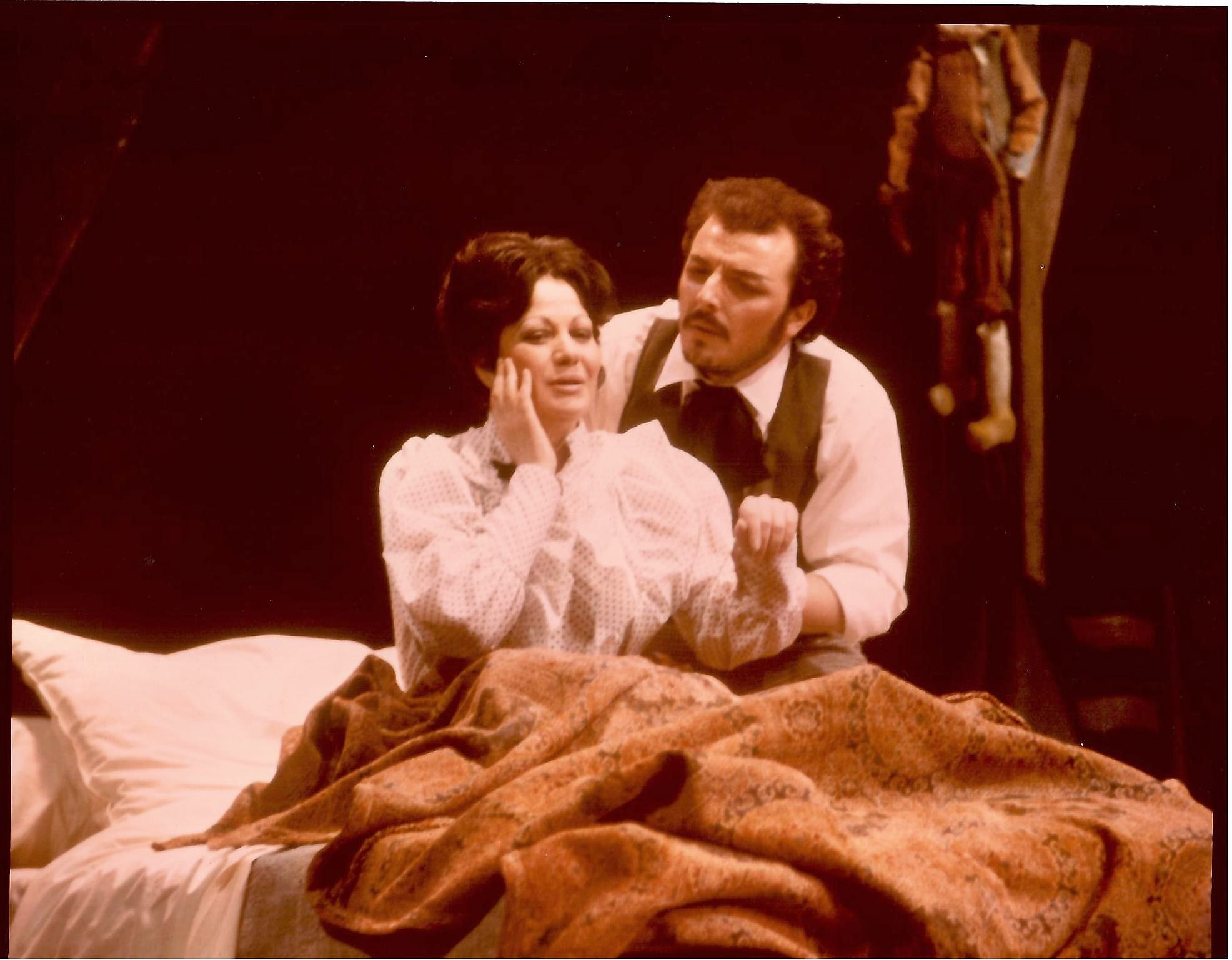
La bohème Beniamino Prior con Elena Mauti Nunziata Dallas Civic Opera 1976

Dallas Civic Opera, 1976 (Elena Mauti Nunziata, Giorgio Zancanaro, dir. Nicola Rescigno).
Barcellona Teatro del Liceo, 1977 (Jeannette Pilou, Vicent Sardinero, dir. Gianfranco Rivoli).
Santiago del Cile Teatro Municipal, 1978 (Adriana Maliponte, Enrico Noli, dir. Enrique Ricci).

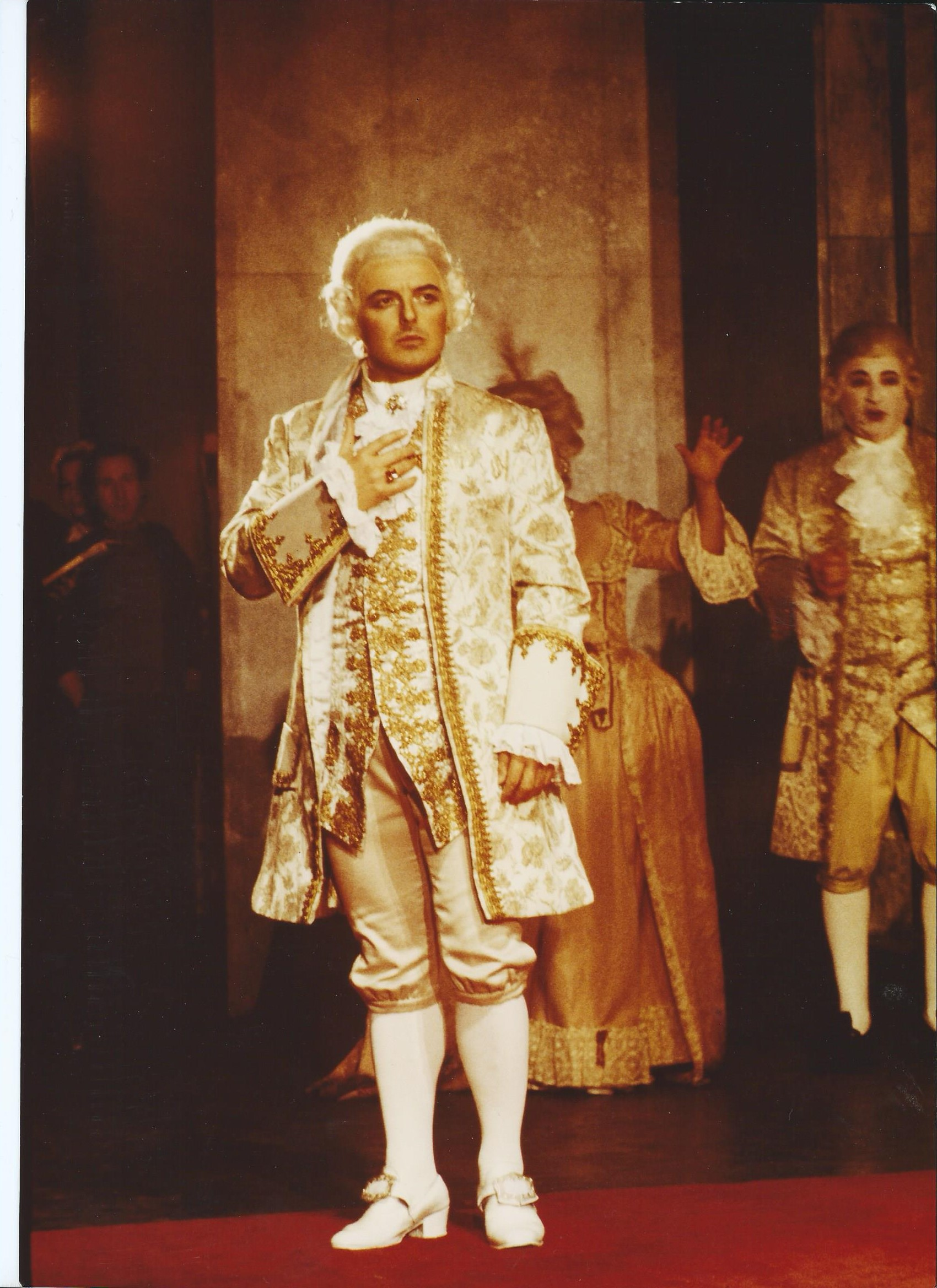
Luisa Miller Beniamino Prior (Rodolfo) Grand Théatre de Bodeaux 1982

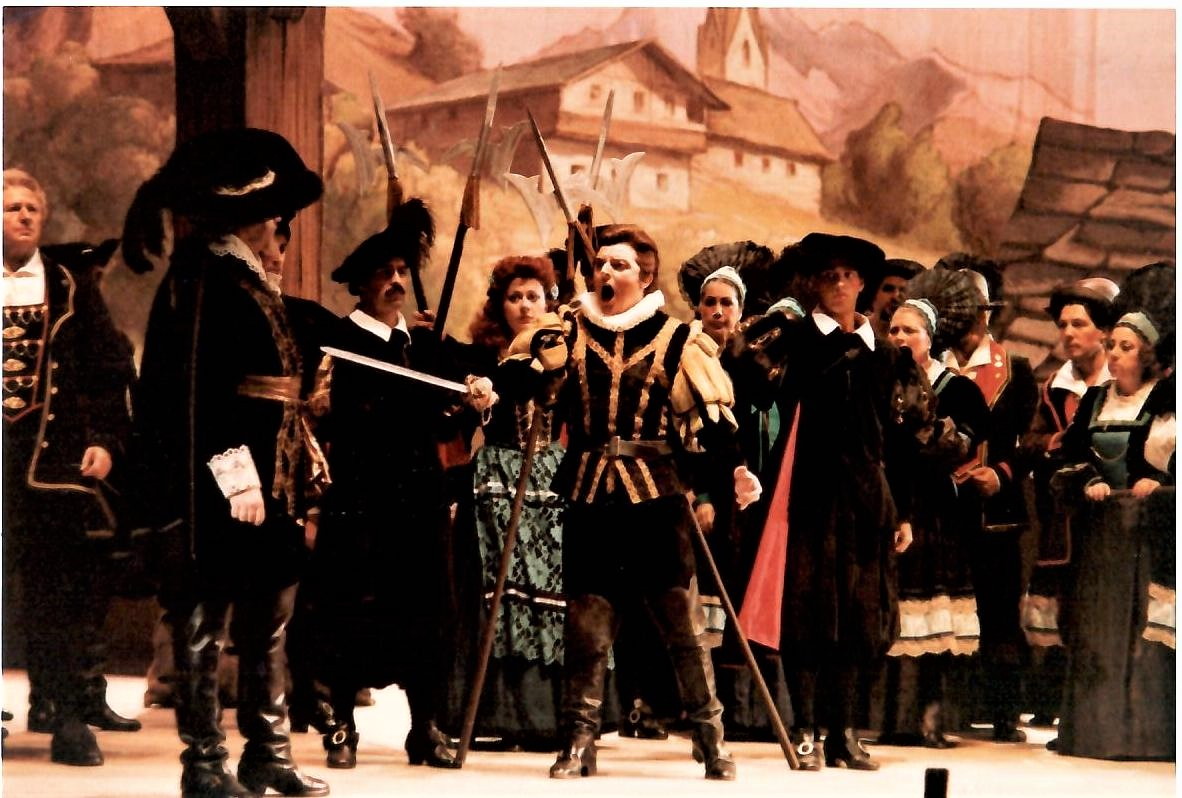
Luisa Miller Beniamino Prior (Rodolfo) Teatro S.Carlo Lisbona 1983

Bordeaux Grand Théatre, 1979 (Adriana Maliponte, Vicent Sardinero, Ferruccio Furlanetto, dir. Gerard Boireau).
Chicago Civic Opera, 1979 (Diana Soviero, Angelo Romero, Samuel Ramey, dir. Riccardo Chailly).
Lille Opéra, 1980 (Elena Mauti Nunziata, Giorgio Zancanaro, dir. Henri Gallois).
Buenos Aires Teatro Colon, 1980 (Elena Mauti Nunziata, Vicent Sardinero, dir. Michelangelo Veltri).
Napoli Teatro San Carlo, 1982 (Elena Mauti Nunziata, Licinio Montefusco,dir. Giacomo Maggiore).
Bordeaux Grand Théatre, 1984 (Eugenia Moldoveanu, Vicent Sardinero, dir. Gianfranco Rivoli).
Marsiglia Opéra, 1987 (Pamela Myers, Philippe Bohée, dir. Henri Gallois).
Brescia Teatro Grande, 1987 (Cecilia Gasdia, Giancarlo Pasquetto, dir. Leone Magiera).

.
Tosca : Mario Cavaradossi
Rouen Théatre des Arts, 1982  (Maria Krilovici, Giuseppe Taddei, dir. Paul Ethuin).
Pordenone Teatro Verdi, 1982 (Marta Colalillo, Gianni De Angeli, dir. F.M.Martini).
Carpentras (F)  1983 (Gwyneth Jones, Juan Pons, dir. Antonio De Almeida).
New Orleans Opera, 1983 (Shirley Verret, Charles Long, dir. Jean-Pierre Marty)
Santiago del Cile Teatro Municipal, 1984 (Sylvia Sass, Matteo Manuguerra, dir. Michelangelo Veltri).
Marsiglia Opéra, 1986 (Ghena Dimitrova, Ingvar Wixell, dir. Carlo Felice Cillario).Regia di Jaques Karpò.

.
La Rondine : Ruggero

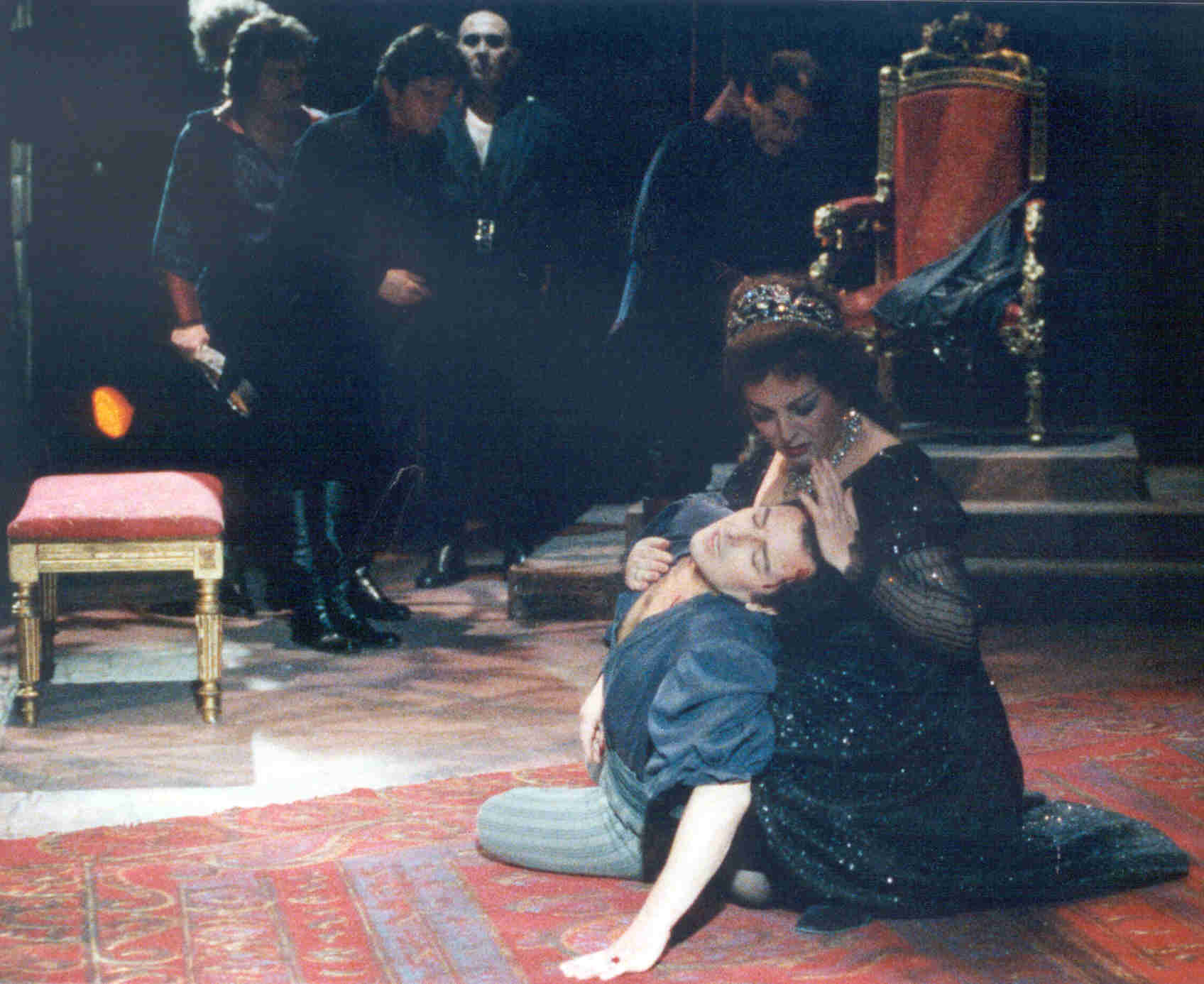
Tosca Beniamino Prior con Ghena Dimitrova Opéra di Marsiglia 1986

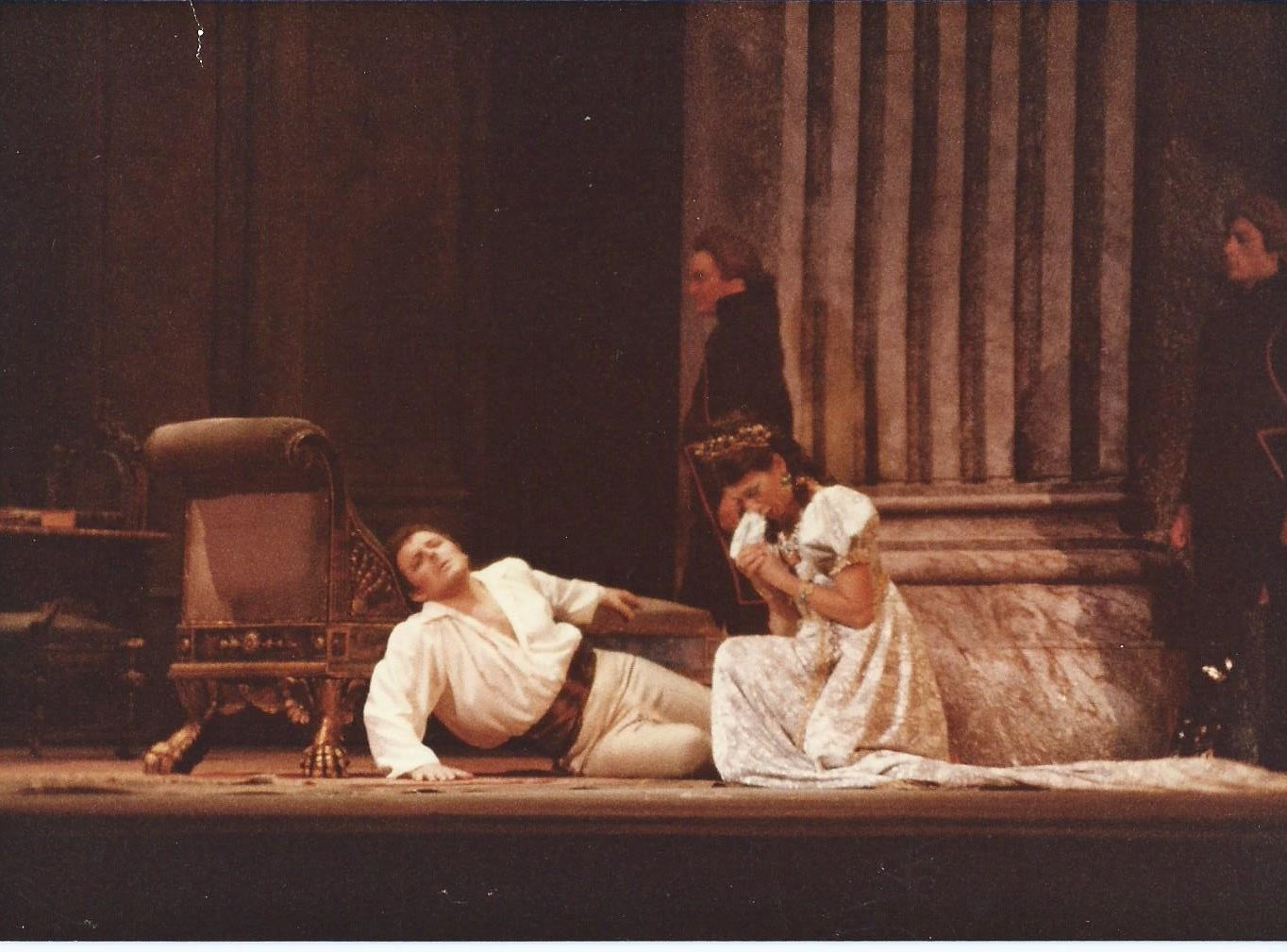
Tosca Beniamino Prior con Silvia Sass Teatro Municipal Santiago del Cile 1984

Wexford (GB) Festival, 1971 (June Card, Thomas Lawlor, dir. Fredman Myer).
Philadelphia Academy of Music, 1972 (Anna Moffo, Leon Lisner, dir. Anton Guadagno).
.
GIUSEPPE VERDI
La Traviata : Alfredo Germont
Udine Palasport, 1972 (Maria Luisa Cioni, Benito Di Bella, dir. Aladar Janes).
Pordenone Teatro Verdi, 1972 (Maria Luisa Cioni, Benito Di Bella, dir. Giovanni Veneri).
Johannesburg Opera, 1973 (Elisabeth Vaughan, James Singleton, dir. Pryce-Jones John).
Pretoria Opera, 1973 (Elisabeth Vaughan, James Singleton, dir. Pryce-Jones John).
Lecce Anfiteatro Romano, 1973 (Milena Dal Piva, Lorenzo Saccomani, dir. Carlo Vitale).
Ferrara Teatro Comunale, 1974 (Raina Kabaivanska, Franco Bordoni, dir. Armando Gatto).
Modena Teatro Comunale, 1974 (Raina Kabaivanska, Gianluigi Colmagro, dir. Armando Gatto).

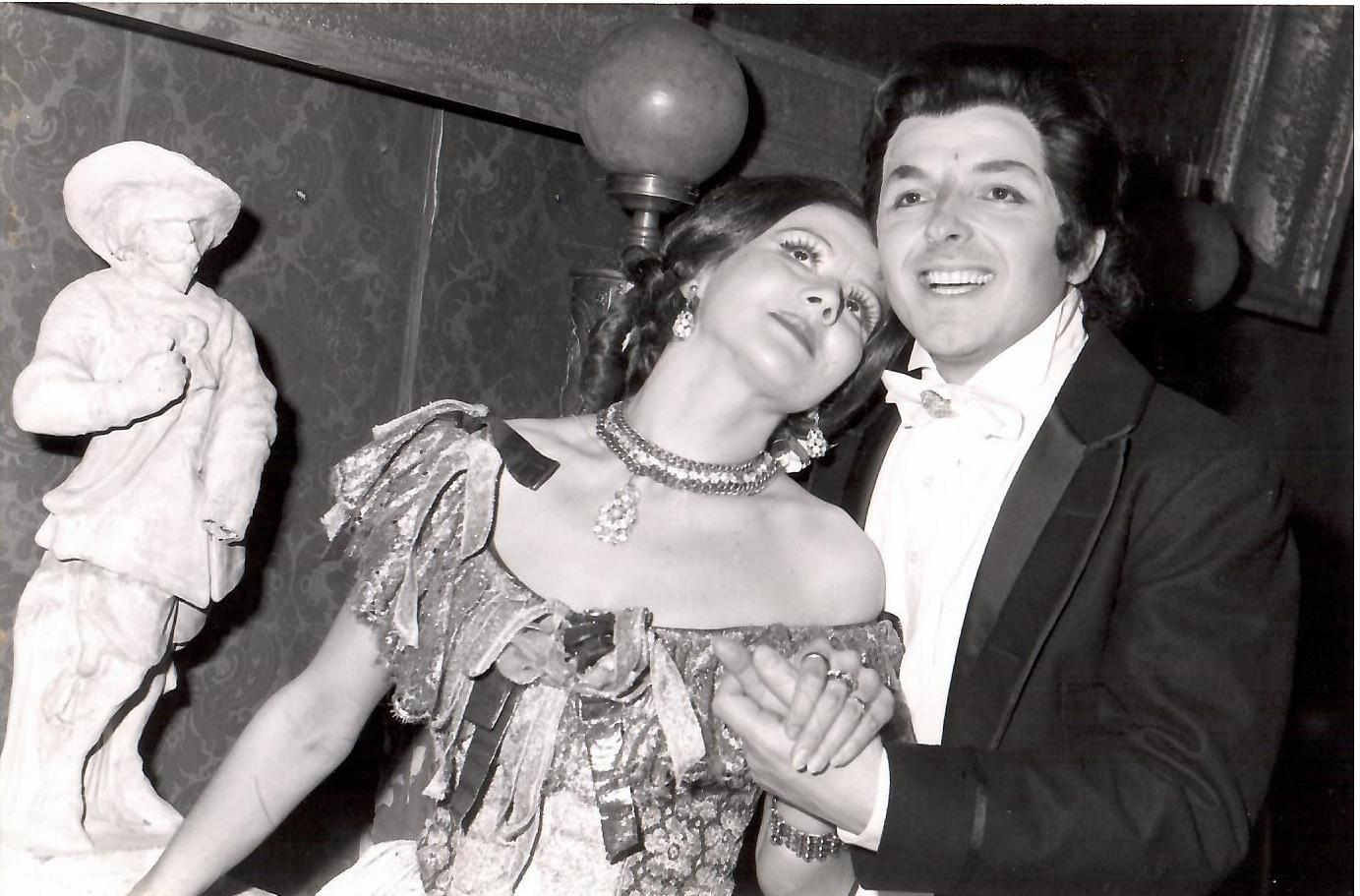
La traviata Beniamino Prior con Jolanda Omilian Teatro La Fenice Venezia 1979

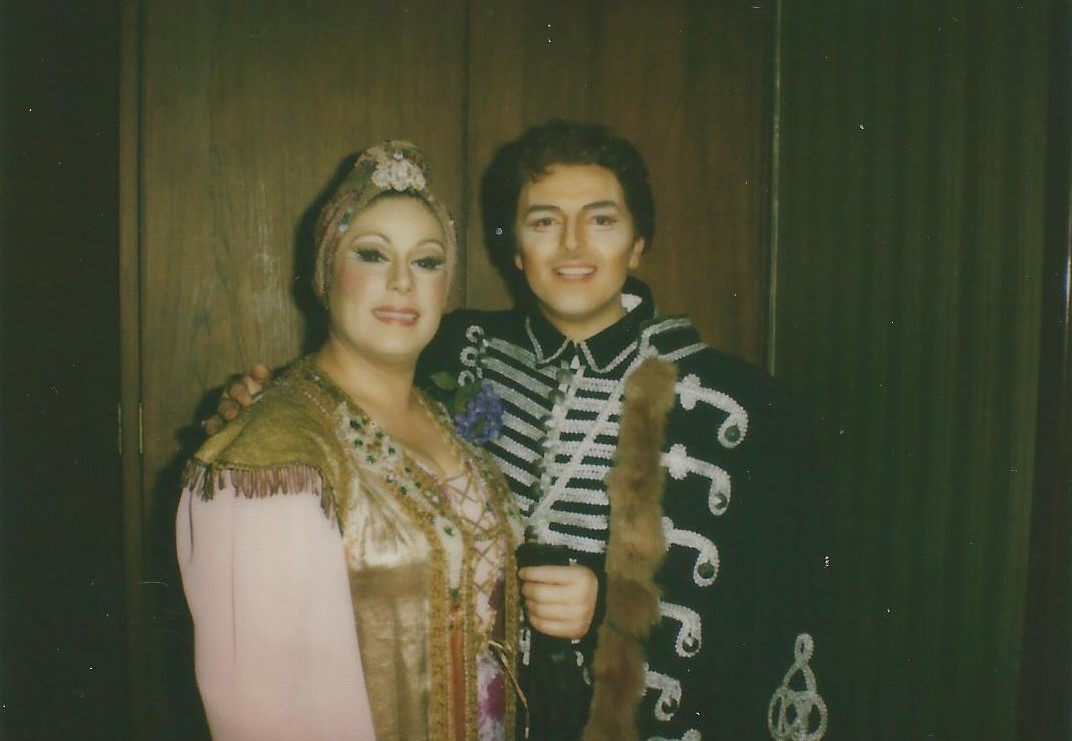
Adriana Lecouvreur Beniamino Prior con Gilda Cruz-Romo Teatro Municipal Caracas 1981

Genova Politeama Margherita, 1974 (Elena Mauti Nunziata, Franco Bordoni, dir. Manno Wolf-Ferrari).
Savona Teatro Chiabrera, 1974 (Elena Mauti Nunziata, Walter Monachesi, dir. Manno Wolf-Ferrari).
Caracas Teatro Municipal, 1976 (Yasuko Hayasy, Giorgio Zancanaro, dir. Michelangelo Veltri).
San Paolo Theatro Municipal, 1976 (Ileana Kotrubas, Renato Bruson, dir. Franco Mannino).
Dallas Civic Opera, 1976 (Beverly Sills, Kostas Paskalis, dir. Nicola Rescigno).
Napoli Teatro San Carlo, 1977 (Maria Chiara, Garbis Boyagian, dir. Franco Mannino).
Roma Teatro dell'Opera, 1977 (Adriana Maliponte, Sesto Bruscantini, dir. Francesco Molinari Pradelli).
Venezia La Fenice, 1979 (Jolanda Omilian, Attilio D'Orazi, dir. Bruno Bartoletti).
Roma Teatro dell'Opera, 1979 (Maria Chiara / Mariana Nicolescu, Renato Bruson, dir. Francesco Molinari Pradelli).
Washington Kennedy Center, 1979 (Catherine Malfitano, Brent Ellis, dir. Theo Alcantara).
Genova Politeama Margherita, 1979 (Maria Chiara, Giorgio Zancanaro, dir. Francesco Molinari Pradelli).
Piacenza Teatro Comunale, 1979 (Françoise Garner, Franco Piva, dir. Fernando Previtali).

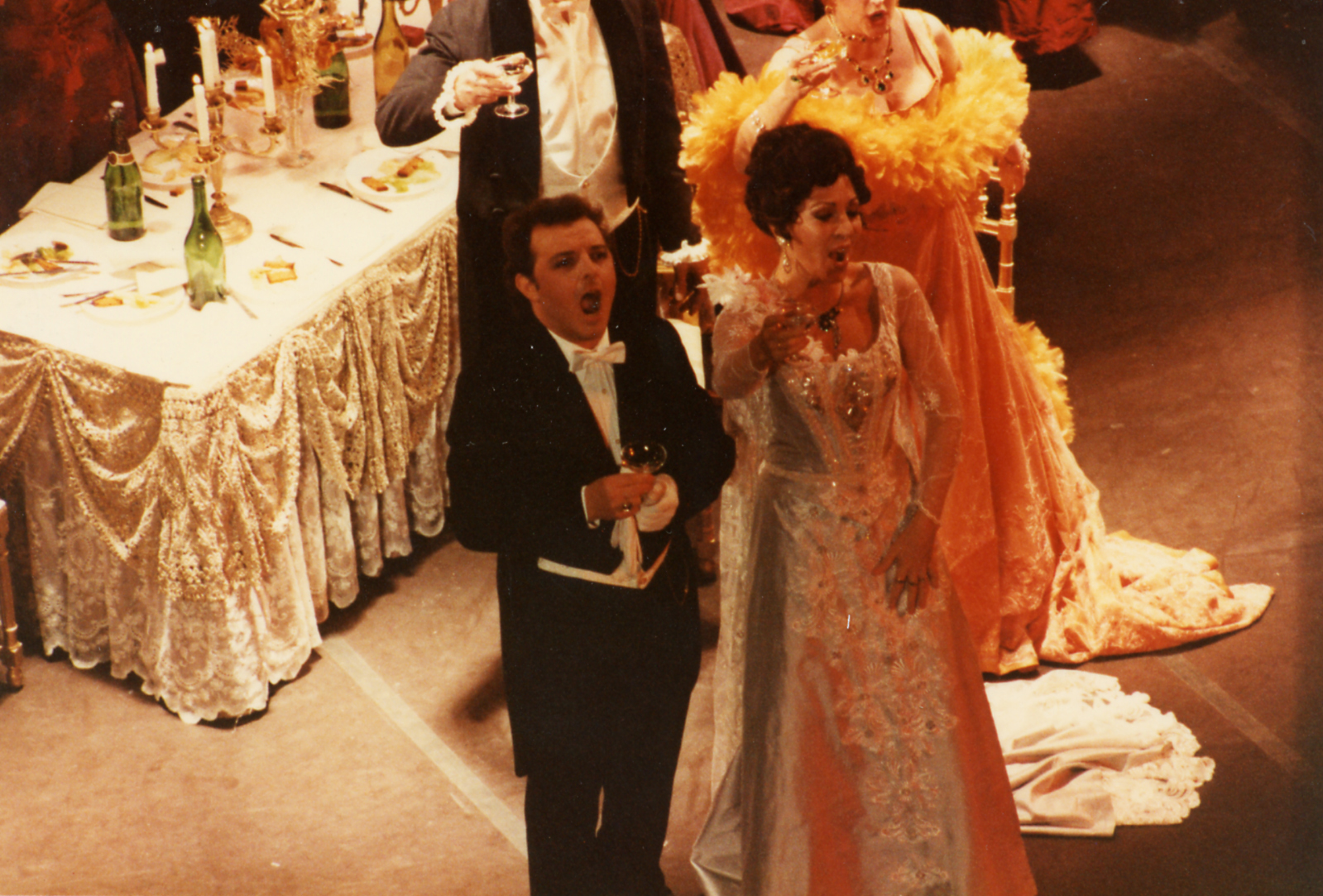
La traviata Beniamino Prior con Maria Chiara Avignon 1982

Parma Teatro Regio, 1979 (Elena Mauti Nunziata, Renato Bruson, dir. Fernando Previtali).
Bilbao Teatro Arriaga, 1980 (Adriana Maliponte, Giorgio Zancanaro, dir. Gianfranco Rivoli).
Oviedo Teatro Campoamor, 1980 (Adriana Maliponte, Giorgio Zancanaro, dir. Gianfranco Rivoli).
San Francisco Opera House, 1980 (Valerie Masterson, Lorenzo Saccomani, dir. Antonio De Almeida).
Barcellona Teatro Del Liceo, 1981 (Mariana Nicolescu, Antonio Blancas, dir. Gerard Perez Busquier).
Buenos Aires Teatro Colon, 1981 (Eugenia Moldoveanu, Vicent Sardinero, dir. Gianfranco Masini).
Avignon Grand Opéra, 1982 (Maria Chiara, Garbis Boyagian, dir. Alain Guingal).
Rouen Théatre des Arts, 1983 (Françoise Garner, Sergio De Salas, dir. Paul Ethuin).
.
Rigoletto : Duca di Mantova

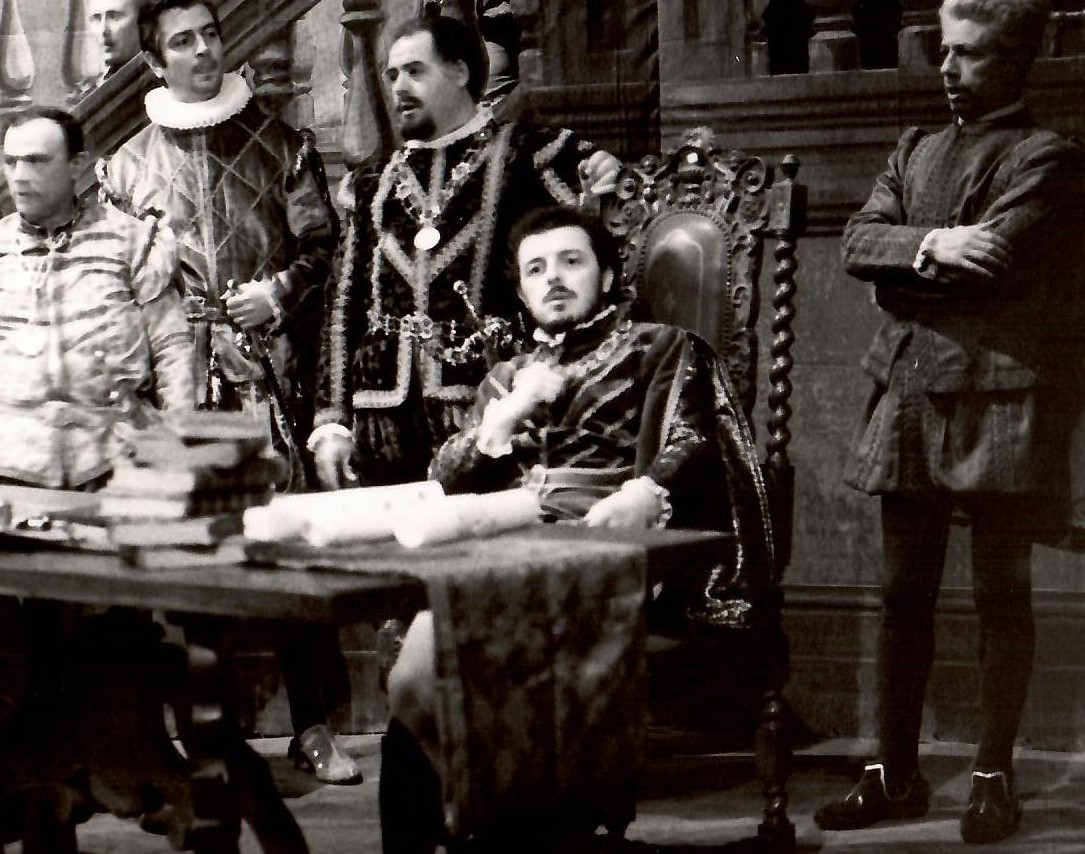
Rigoletto Beniamino Prior (Duca di Mantova) Teatro Regio di Torino 1973

Imperia Teatro Cavour, 1971 (Susanna Ghione, Lorenzo Saccomani, dir. Leonida Bergamonti).
Vittorio Veneto Teatro Verdi, 1972 (Amelia Benvenuti, Felice Schiavi, dir. Leonida Bergamonti).
Napoli Teatro San Carlo, 1973 (Cecilia Albanese, Peter Glossop, dir. Ugo Rapalo).
Brescia Teatro Grande, 1973 (Anna Maccianti, Giampietro Mastromei, dir. Umberto Cattini).
Asti Teatro Alfieri, 1973 (Milena Dal Piva, Aldo Protti, dir. Mario Braggio).
Torino Teatro Regio, 1973 (Milena Dal Piva, Cornell Mac'Neil, dir. Paolo Peloso).

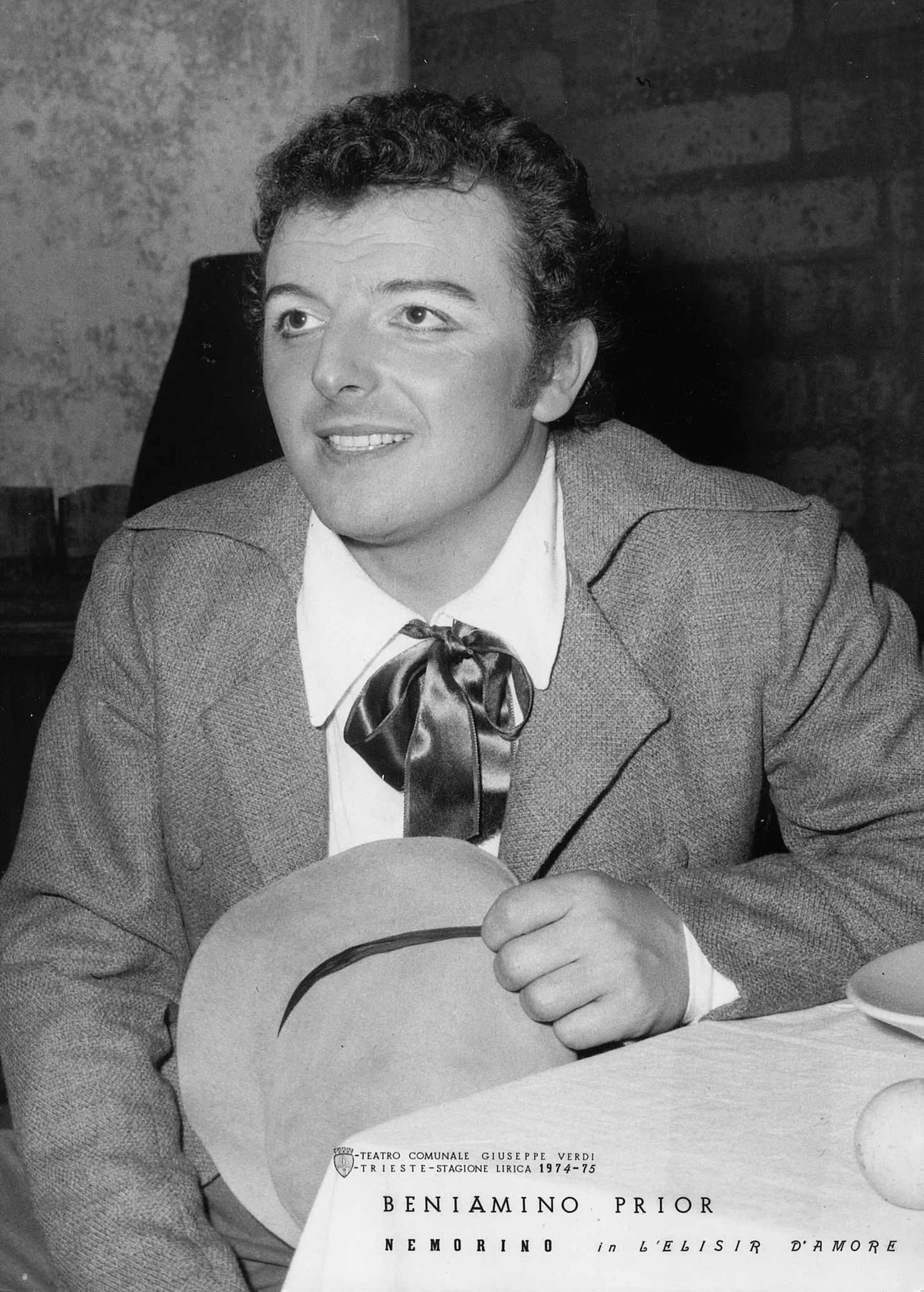
L'elisir d'amore Beniamino Prior (Nemorino) Teatro Verdi di Trieste 1974

Trieste Teatro Verdi, 1974 (Maddalena Bonifacio, Piero Cappuccilli, dir. Fernando Previtali).
Bari Teatro Petruzzelli, 1975 (Maddalena Bonifacio, Matteo Manuguerra, dir. Pier Alberto Biondi).
San Paolo Teatro Municipal,1976  (Cecilia Albanese, Giampietro Mastromei, dir. Michelangelo Veltri).
Caracas Teatro Municipal,1977  (Cecilia Albanese, Benito Di Bella, dir. Michelangelo Veltri).
Santiago Teatro Municipal,1977  (Cecilia Albanese, Giampiero Mastromei, dir. Michelangelo Veltri).
Dallas Civic Opera, 1977  (Maddalena Bonifacio, Ingvar Vixell, Nicola Zaccaria, dir. Nicola Rescigno).
Marsiglia Opéra, 1978 (Françoise Garner, Benito Di Bella, dir. Sylvain Cambreling).
Busseto Teatro Verdi, 1978 (Cecilia Albanese, Garbis Boyagian, dir. Giovanni Veneri).
Parigi Opéra, 1978 ( Mirella Freni, Piero Cappuccilli, Nicolai Ghiaurov, dir. Nello Santi).
New Orleans Opera, 1981 (Adriana Anelli, Matteo Manuguerra, dir. David Hicks).

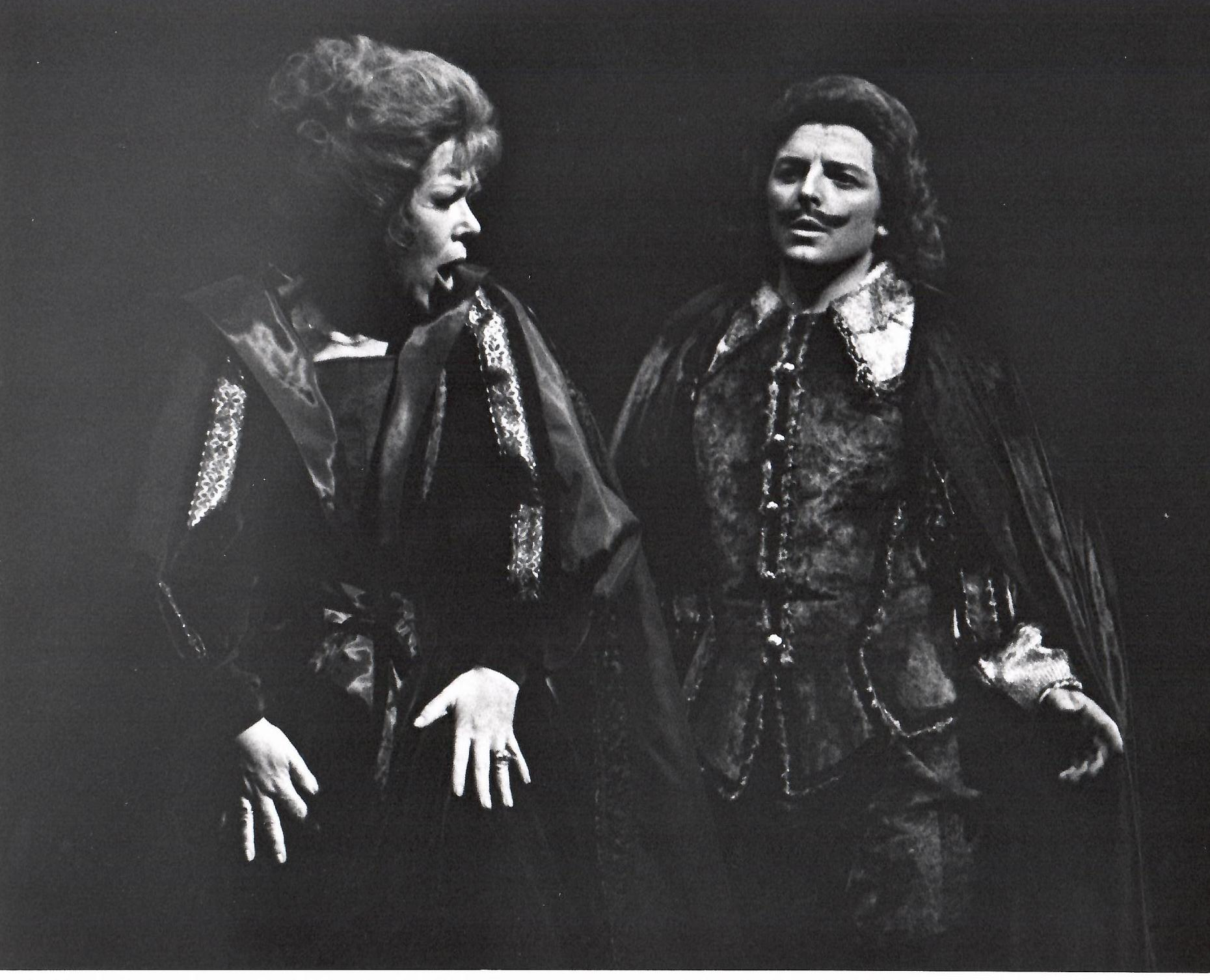
Un ballo in maschera Beniamino Prior con Renata Scotto Dallas Civic Opera 1978

Lille Opéra, 1981 (Alida Ferrarini, Garbis Boyagian, dir. Henri Gallois).
Marsiglia Opéra, 1983 (Christine Widinger, Leo Nucci, dir. George Sebastian).
Tolosa Théatre du Capitol, 1984 (Marina Bolgan, Benito Di Bella, dir. Robert Martignoni).
Barcellona Teatro del Liceo, 1987 (Adriana Anelli, Leo Nucci, dir. Romano Gandolfi).
.
Un ballo in maschera : Riccardo
Firenze Teatro Comunale, 1972 (Maria Luisa Cioni, Jan Derckers, dir. Erasmo Chiglia).
Vienna Staatsoper, 1972 (Cristina Deutekom, Piero Cappuccilli, dir. Ettore Gracis).
Sassuolo Teatro Carani, 1973 (Grazia Luridana Colli, Lorenzo Saccomani, Fedora Barbieri, Dir. Giovanni Veneri).
Torino Teatro Regio, 1973 (Renata Scotto, Mario Zanasi, Stella Silva, dir. Gianandrea Gavazzeni).

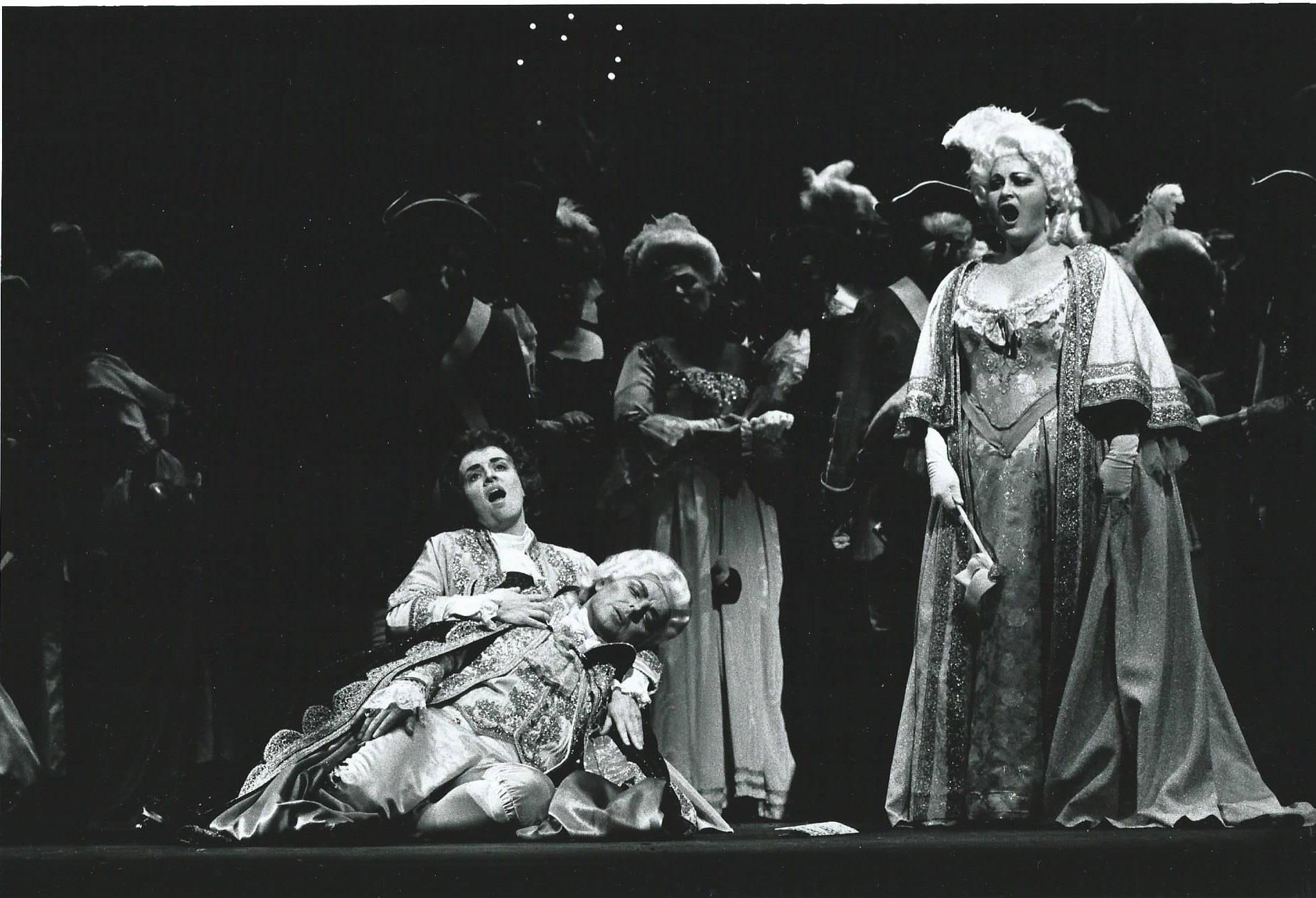
Un ballo in maschera Beniamino Prior con Stefka Evstatieva New Orleans Opera 1988

Dallas Civic Opera, 1978 (Renata Scotto, Sesto Bruscantini, Bianca Berini, Nicola Zaccaria, dir. Angelo Campori).
Trieste Teatro Verdi, 1984 (Adriana Morelli, Silvano Carroli, Stella Silva, dir. Reynald Giovaninetti).
New Orleans Opera, 1988 (Stefka Evstatieva, Pablo Elvira, dir. Anton Coppola).
.
Macbeth :  Macduff
Parma Teatro Regio, 1974 (Marion Lippert / Emma Renzi, Mario Zanasi, dir. Francesco Molinari Pradelli).
Bologna Teatro Comunale, 1974 (Emma Renzi, Mario Zanasi, dir. Francesco Molinari Pradelli).
Palermo Politeama Garibaldi, 1975 (Olivia Stapp, Peter Glossop, dir. Oliviero de Fabritiis).
San Paolo Teatro Municipal, 1976 (Olivia Stapp, Renato Bruson, dir.  Nino Bonavolontà).
Caracas Teatro Municipal, 1977 (Olivia Stapp, Benito Di Bella, dir. Michelangelo Veltri).
Dallas Civic Opera, 1977 (Roberta Knie, Kostas Pascalis, Nicola Zaccaria, dir. Nicola Rescigno).
Marsiglia Opéra, 1979 (Ghena Dimitrova, Matteo Manuguerra, dir. Michelangelo Veltri).
Buenos Aires Teatro Colon, 1980 (Josephine Barstow, Giampietro Mastromei, dir. Michelangelo Veltri).
.
Luisa Miller : Rodolfo
Bordeaux Grand Théatre, 1982 (Faye Robinson, Malcolm King, Bonaldo Giaiotti, dir. Gianfranco Rivoli).
Lisbona Teatro S.Carlo, 1983 (Mara Zampieri, Giorgio Zancanaro, Dimitri Petkov, dir. Franco Ferraris).Regia di Paolo Trevisi, scene Nicola Benois.
Avignon Grand Opéra, 1984 (Ruth Falcon, Giorgio Zancanaro, Bonaldo Giaiotti, dir. Henry Lewis).
.
Don Carlo in 5 atti : Don Carlo
Bordeaux Grand Théatre, 1984 (Mari Anne Haggender, Lorenzo Saccomani, Eva Randova, Ferruccio Furlanetto / Laszlo Polgar, dir. Michel Plasson ).Regia di Jaques Karpò.
Tolosa Théatre du Capitol, 1984 (Mara Zampieri, Vincent Sardinero, Eva Randova, Giorgio Surjan, dir. Roberto Benzi).
.
Simon Boccanegra : Gabriele Adorno
Avignon Grand Opéra, 1983 (Ghena Dimitrova, Renato Bruson, Bonaldo Giaiotti, dir. Alain Guingal).Regia di Margarita Wallmann
.
Attila : Foresto
Marsiglia Opéra, 1985 (Lynne Strow Piccolo, John Rawnsley, José Van Dam, dir. Alessandro Siciliani).
.
Nabucco : Ismaele

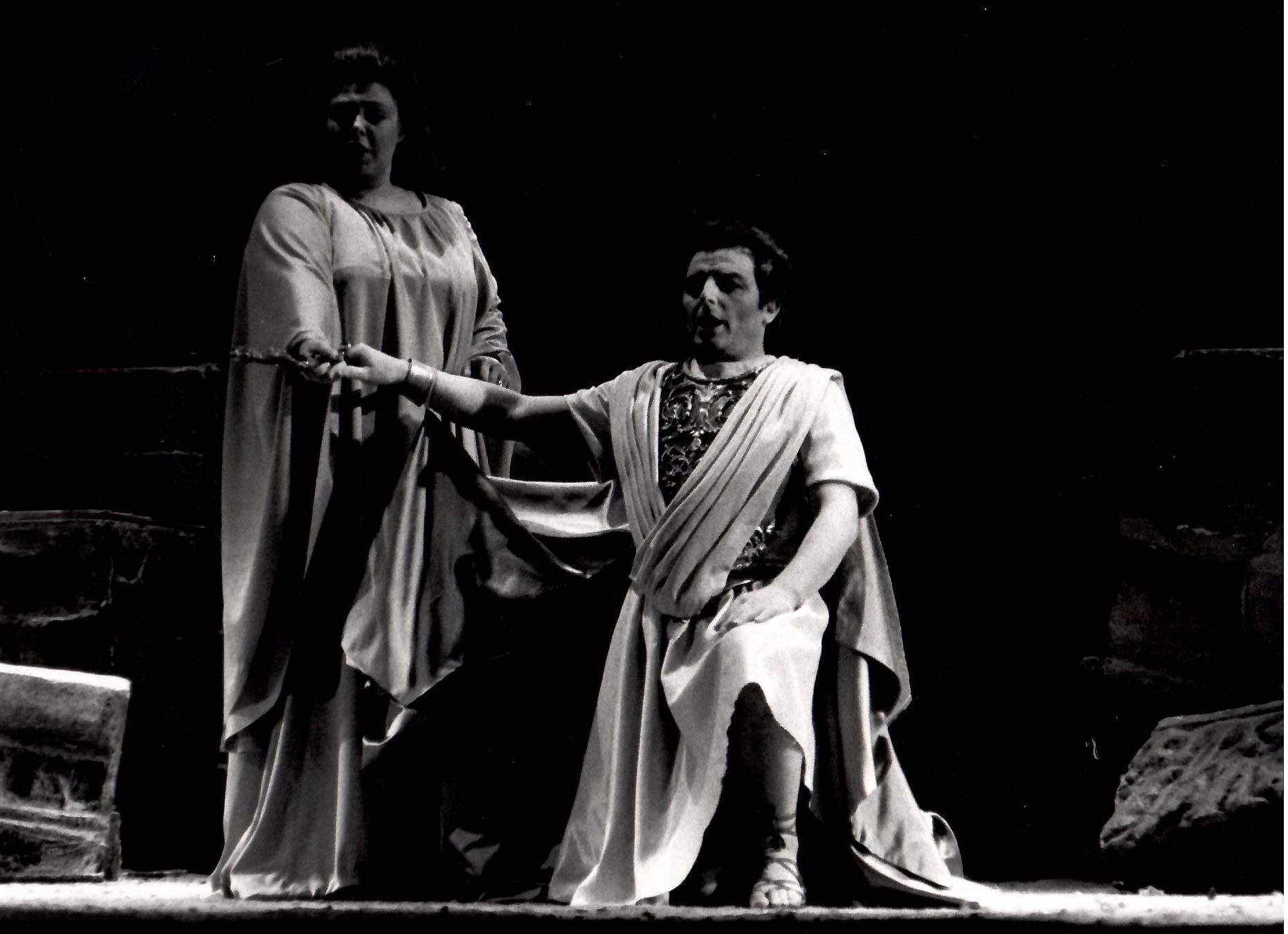
Attila Beniamino Prior (Foresto) Opéra di Marsiglia 1985

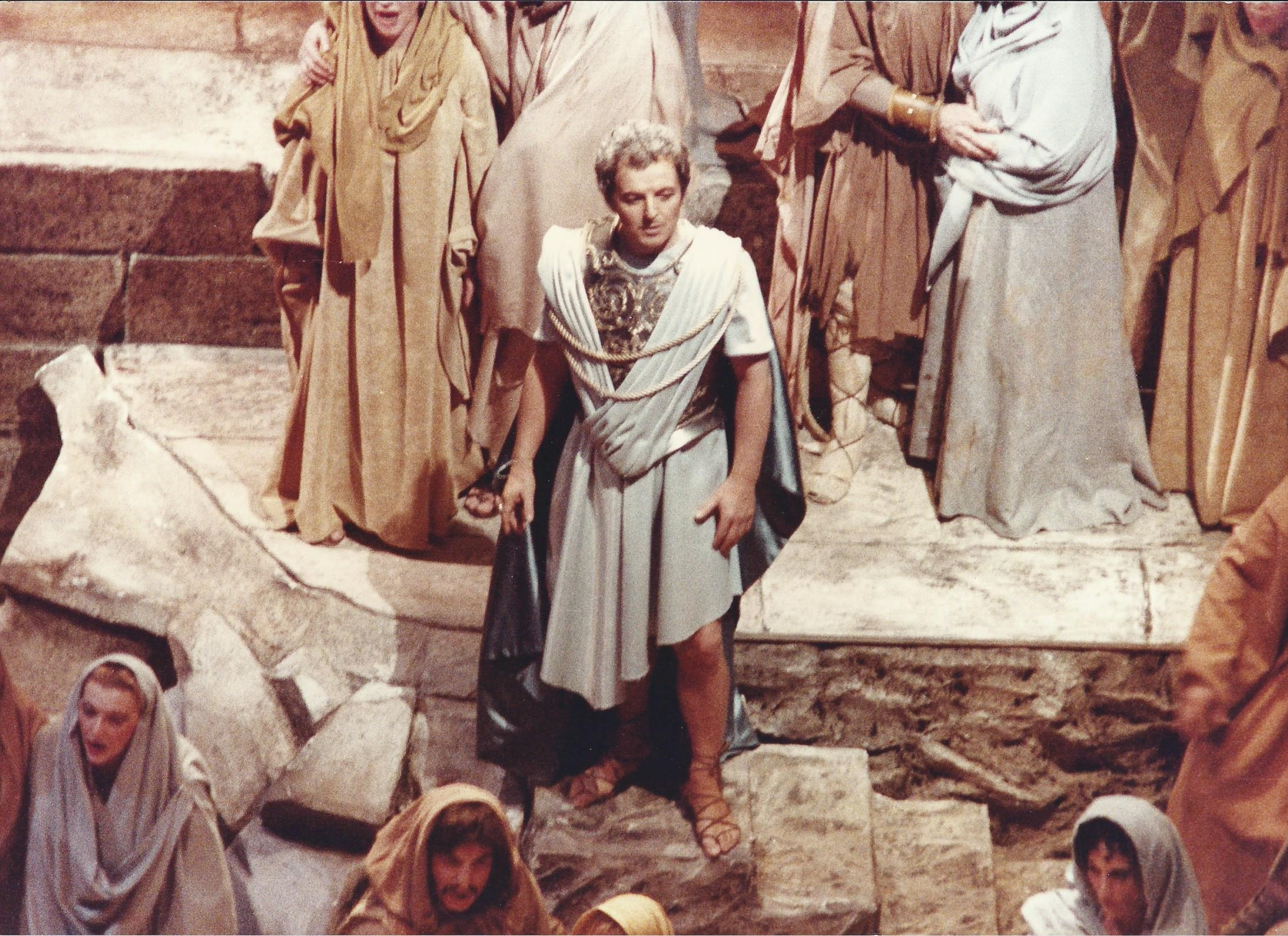
Attila Beniamino Prior (Foresto) Opéra di Marsiglia 1985

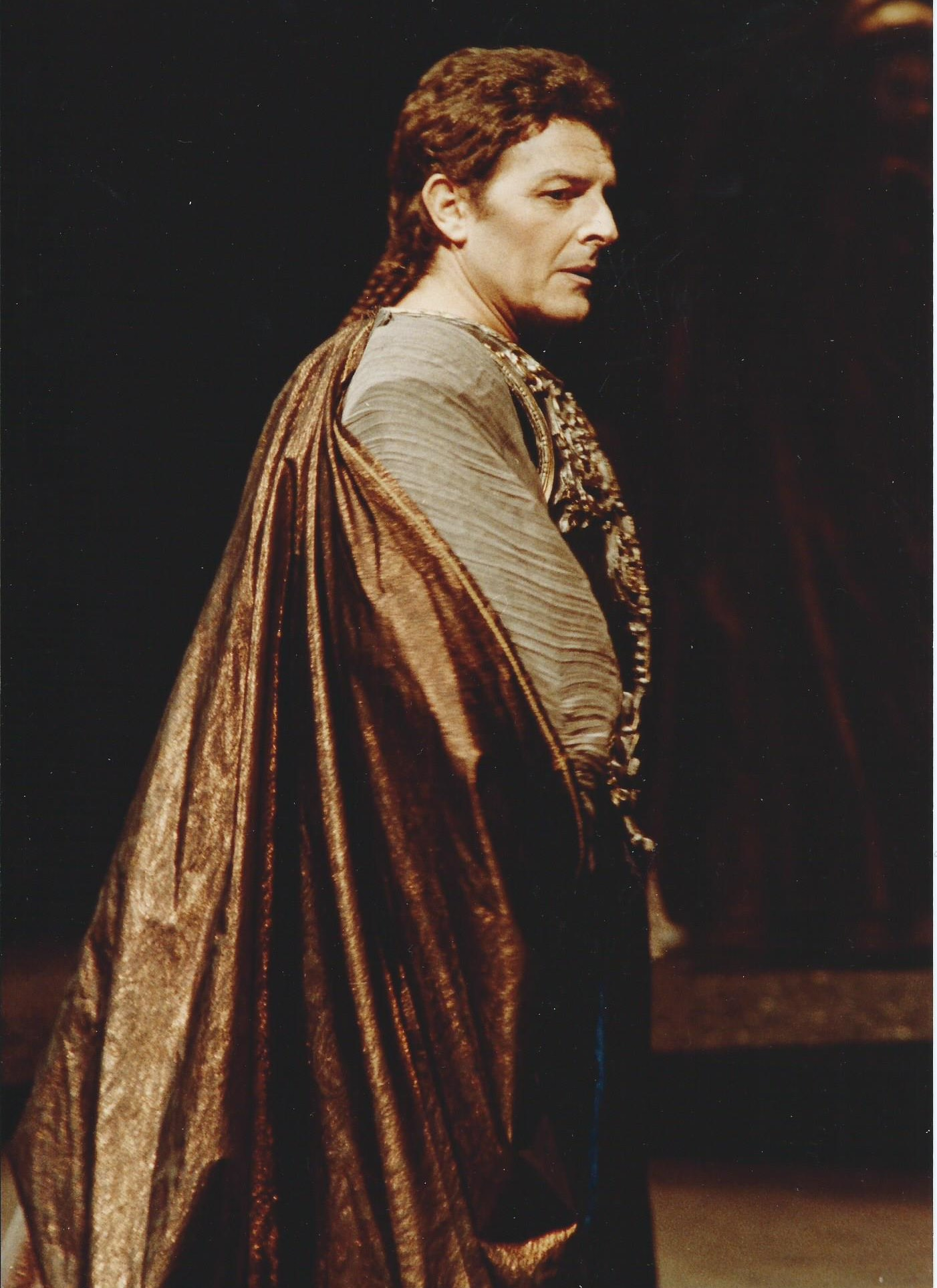
Nabucco, Beniamino Prior (Ismaele) Opèra di Marsiglia 1989

Avignon Grand Opéra, 1986 (Olivia Stapp, Franz Grundherber, Nicola Ghiuselev, dir. Michelangelo Veltri).
Marsiglia Opéra, 1989 (Ghena Dimitrova / Galina Savova, Renato Bruson / Alain Fondary, Bonaldo Giaiotti, dir. Andrea Giorgi).
Marsiglia Opéra, 1995 (Maria Abajan, Vicent Sardinero, Bonaldo Giaiotti, dir. Michelangelo Veltri).
.
Messa da Requiem
Catania Teatro Massimo Bellini, 1974 (Maria Parazzini, Bianca Maria Casoni, Mario Rinaudo dir. Fernado Previtali).
Praga / Brno / Bratislava , 1976 (Eugenia Moldeveanu, Margarita Lilowa,Geaorge Krasnaru dir. Vaclav Neumann).
Avignon Palais des Papes, 1980 (Elena Mauti Nunziata, Nadine Denize, Bonaldo Giaiotti, dir. Alain Lombard).
Avignon Grand Opéra, 1984 (Margarita Castro-Alberty, Lucia Valentini Terrani, Ferruccio Furlanetto, dir. Michelangelo Veltri).
Tolosa Théatre du Capitol, 1984 (Wilhelmenia Fernandez, Bruna Baglioni, Bonaldo Giaiotti, dir. Michel Plasson).
Nimes Arena, 1984 (Galina Savova, Livia Budai, Bonaldo Giaiotti, dir. Michel Plasson).
Lisbona Teatro S.Carlo, 1985 (Mara Zampieri, Manuela Castani, Giorgio Surjan, dir. John Neschling).
Marsiglia Cattedrale “La Major” 1990 (Margarita Castro-Alberty, Bruna Baglioni, Jean-jacques Doumene, dir. Serge Baudo).
.
GAETANO DONIZETTI
Lucia di Lammermoor : Edgardo

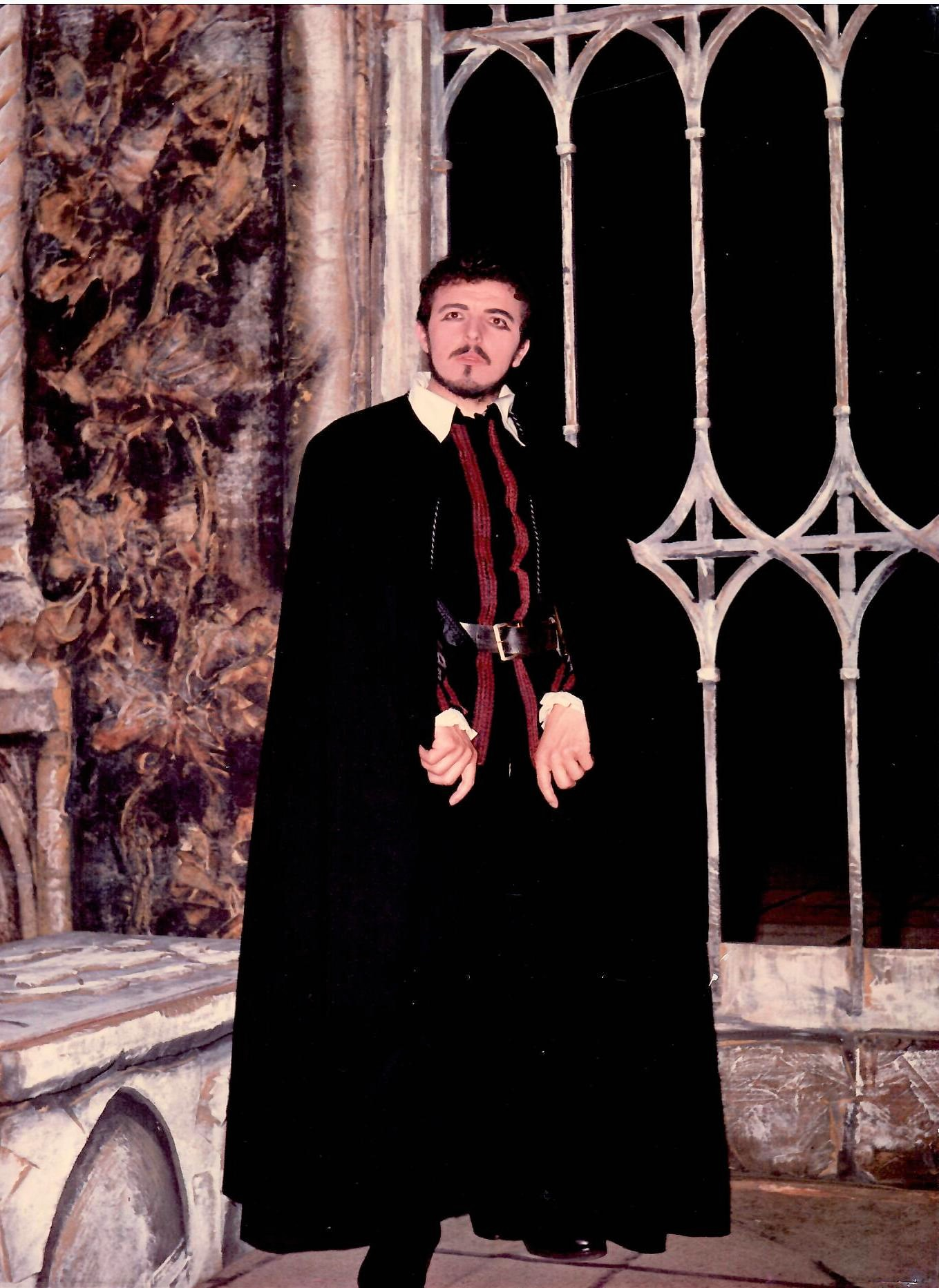
Lucia di Lammermoor Beniamino Prior (Edgardo) teatro La Fenice Venezia 1969

Venezia La Fenice, 1969 (Cristina Deutekom, Licinio Montefusco, dir. Antonino Votto).
Francoforte, 1969 (Maria Luisa Cioni, Gianluigi Colmagro, dir. Antonino Votto).
Torino Teatro Nuovo, 1970 (Cristina Deutekom, Lorenzo Saccomani, dir. Armando Gatto).
Pisa Teatro Verdi, 1971 (Anna Maccianti, Mario D'Anna, dir. Alfonso Camozzo).
Rovigo Teatro Sociale, 1971 (Susanna Ghione, Gianluigi Colmagro, dir. Luciano Berengo).
Pordenone Teatro Verdi, 1971 (Elena Baggiore, Gianluigi Colmagro, dir. F.M.Martini). 
Piacenza Teatro Municipale, 1972 (Anna Maccianti, Giorgio Zancanaro, dir. Mario Braggio).
Viterbo Teatro dell'Unione, 1972 (Maria Luisa Cioni, Angelo Romero, dir. Alberto Paoletti).
Foggia Teatro Giordano, 1972 (Anna Maccianti, Giovanni Ciminelli, dir. Alfonso Camozzo).
Parma Teatro Regio, 1973 (Maria Luisa Cioni, Giorgio Zancanaro, dir. Carlo Moresco).
San Paolo Teatro Municipal, 1973 (Niza de Castro Tank, Costanzo Nascitti, dir. Armando Belardi).
Torino Palasport, 1974 (Rosetta Pizzo, Garbis Boyagian, dir. Fulvio Vernizzi).
Imperia Teatro Cavour, 1974 (Susanna Ghione, Franco Piva, dir. Dario Indrigo).
Palermo Teatro Massimo, 1975 (Cristina Deutekom, Lorenzo Saccomani, dir. Gabriele Ferro).
Caracas Teatro Municipal, 1976 (Cristina Aleman, Giorgio Zancanaro, Dir. Michelangelo Veltri).Regia di Costantino Juri.
Roma Teatro dell'Opera, 1978 ( Cristina Deutekom, Mario Sereni / Giorgio Zancanaro, dir. Gabriele Ferro).
Caracas Teatro Municipal, 1978 (Rita Shane, Giorgio Zancanaro, dir. Franklin Choset).
Santiago Teatro Municipal, 1978 (Cristina Deutekom, Enrico Noli, dir. Michelangelo Veltri).
Marsiglia Opéra, 1979 (Rosetta Pizzo, Antonio Salvadori, dir. Adler Kurt Herbert).
Genova Politama Margherita, 1979 (Gianfranca Ostini, Lorenzo Saccomani, dir. Gianfranco Masini).
Barcellona Teatro del Liceo, 1980 (Adriana Anelli, Leo Nucci, dir. Gianfranco Rivoli).
Bilbao Teatro Arriaga, 1980 (Mariella Devia, Giorgio Zancanaro, dir. Gianfranco Rivoli).
Oviedo Teatro Campoamor, 1980 (Mariella Devia, Giorgio Zancanaro, dir. Gianfranco Rivoli).
Rouen Opéra, 1983 (Mariella Devia, Vincent Sardinero, dir. Paul Ethuin).Regia di Gianpaolo Zennaro.
Lille Opéra, 1983 (Mariella Devia, Giorgio Zancanaro, dir. Yoshini Kikuchi).
Avignon Grand Opéra, 1984 (June Anderson, Lorenzo Saccomani, dir. Yoshini Kikuchi).
Trieste Teatro Verdi, 1985 (Luciana Serra, Luigi De Corato, dir. Oleg Caetani).
.
L'elisir d'amore :  Nemorino

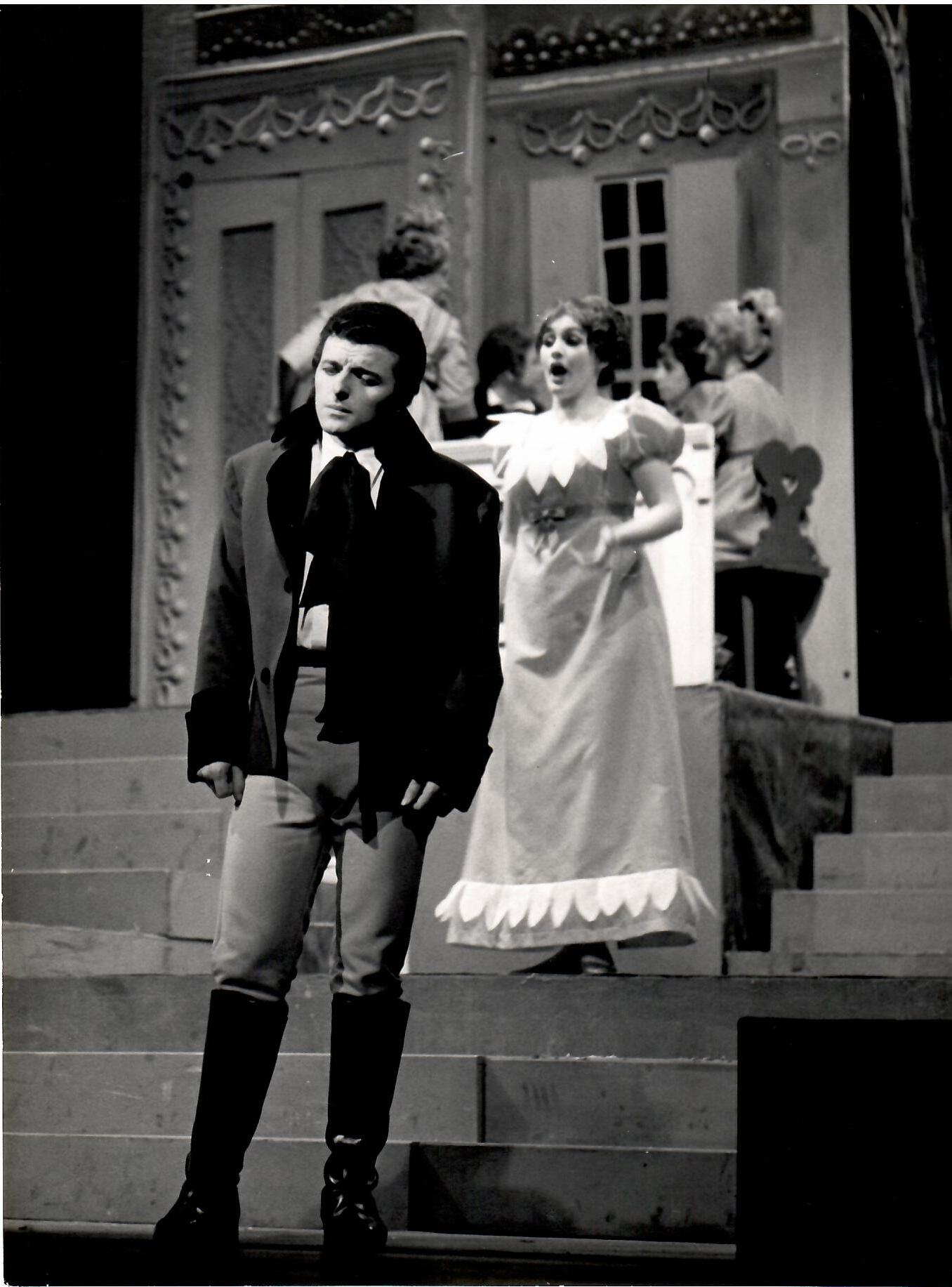
L'elisir d'amore Beniamino Prior (Nemorino) Stadsschowburg di Amsterdam 1968

Amsterdam Stadsschouwburg, 1968 (Ans Filippo, Walter Meessen, dir. Franco Ferraris).
Scheveningen Circustheater, 1968  (Teresa Cahill, Paul Johnston, dir. Franco Ferraris).
Pordenone Teatro Verdi, 1970 (Milena Dal Piva, Arturo Testa, dir. F.M.Martini).
Trieste Teatro Verdi, 1974 (Margherita Guglielmi, Rolando Panerai, Paolo Washington, dir. Oliviero De Fabritiis).
Washington Kennedy Center, 1977 (Catherine Malfitano, Angelo Romero, dir. Theo Alcantara).
Toronto Opera O'Keef Center, 1979 (Norma Borrowes, Allan Monk, dir. Timothy Vernon).
.
Anna Bolena : Lord Riccardo Percy
Barcellona Teatro del Liceo, 1971 (Vasso Pantoniou, Bianca Berini, Maurizio Mazzieri, dir. Carlo Felice Cillario).
.
Lucrezia Borgia : Gennaro
Marsiglia Opéra, 1992 (Chirstine Weidinger, Eugenia Dundekova, Alain Vernhes, dir. Andrea Giorgi).
.
VINCENZO BELLINI
I Capuleti e Montecchi : Tebaldo
Roma Teatro dell'Opera, 1978/79 (Maria Chiara, Maria Luisa Nave, Mario Rinaudo, dir. Argeo Quadri).
.
La straniera : Arturo

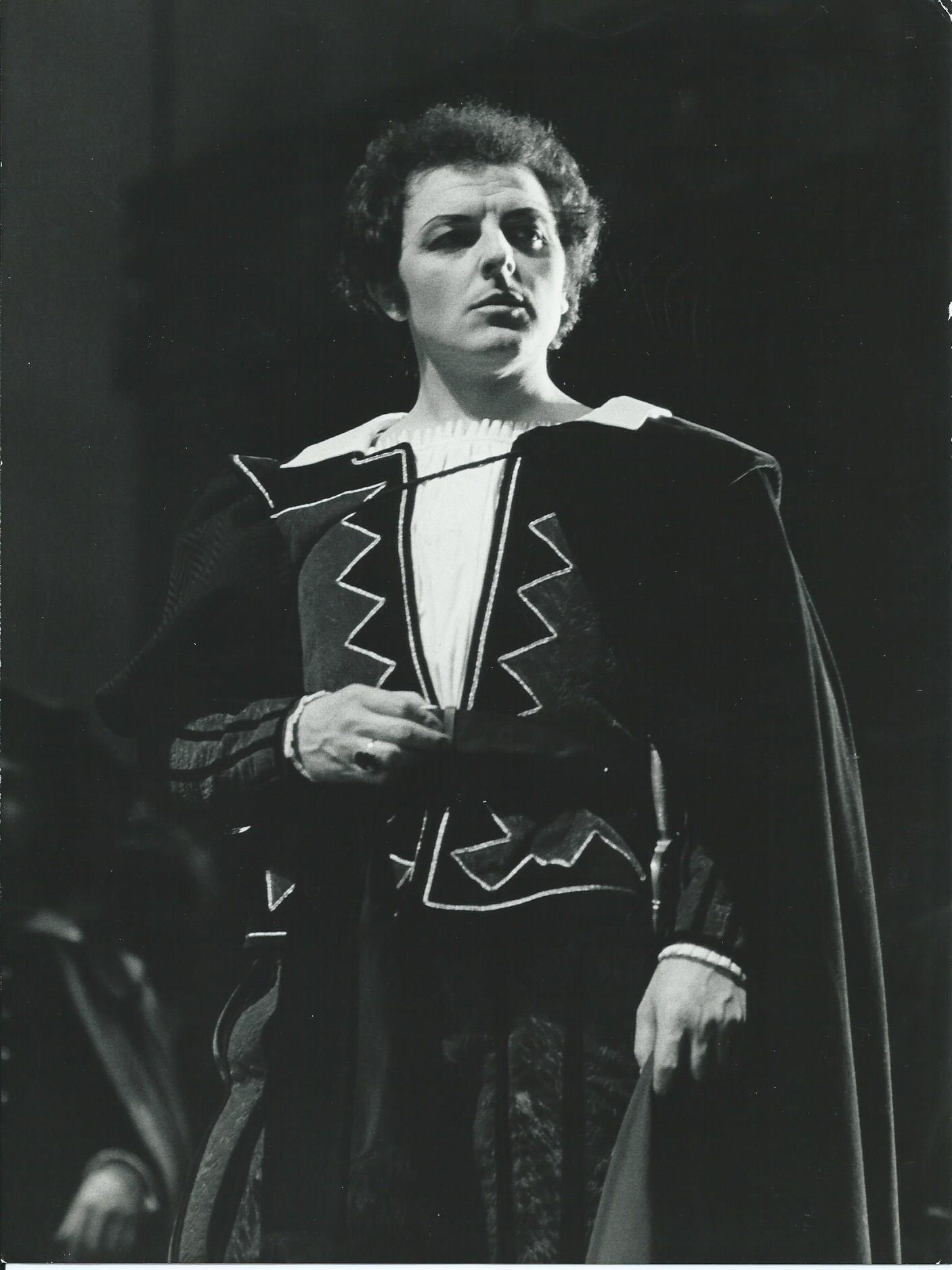
I Capuleti e Montecchi Beniamino Prior (Tebaldo) Teatro dell'Opera di Roma 1978

Venezia La Fenice, 1970 (Renata Scotto, Domenico Trimarchi, Maurizio Mazzieri, dir. Ettore Gracis).
.
GEORGE BIZET
Les pêcheurs de perles : Nadir
Bologna Teatro Comunale, 1980 (Jeannette Pilou / Maria Luisa Cioni, Ivan Konsulov / Alain Charles, dir. Gabriele Ferro).
.
ARRIGO BOITO
Mefistofele: Faust

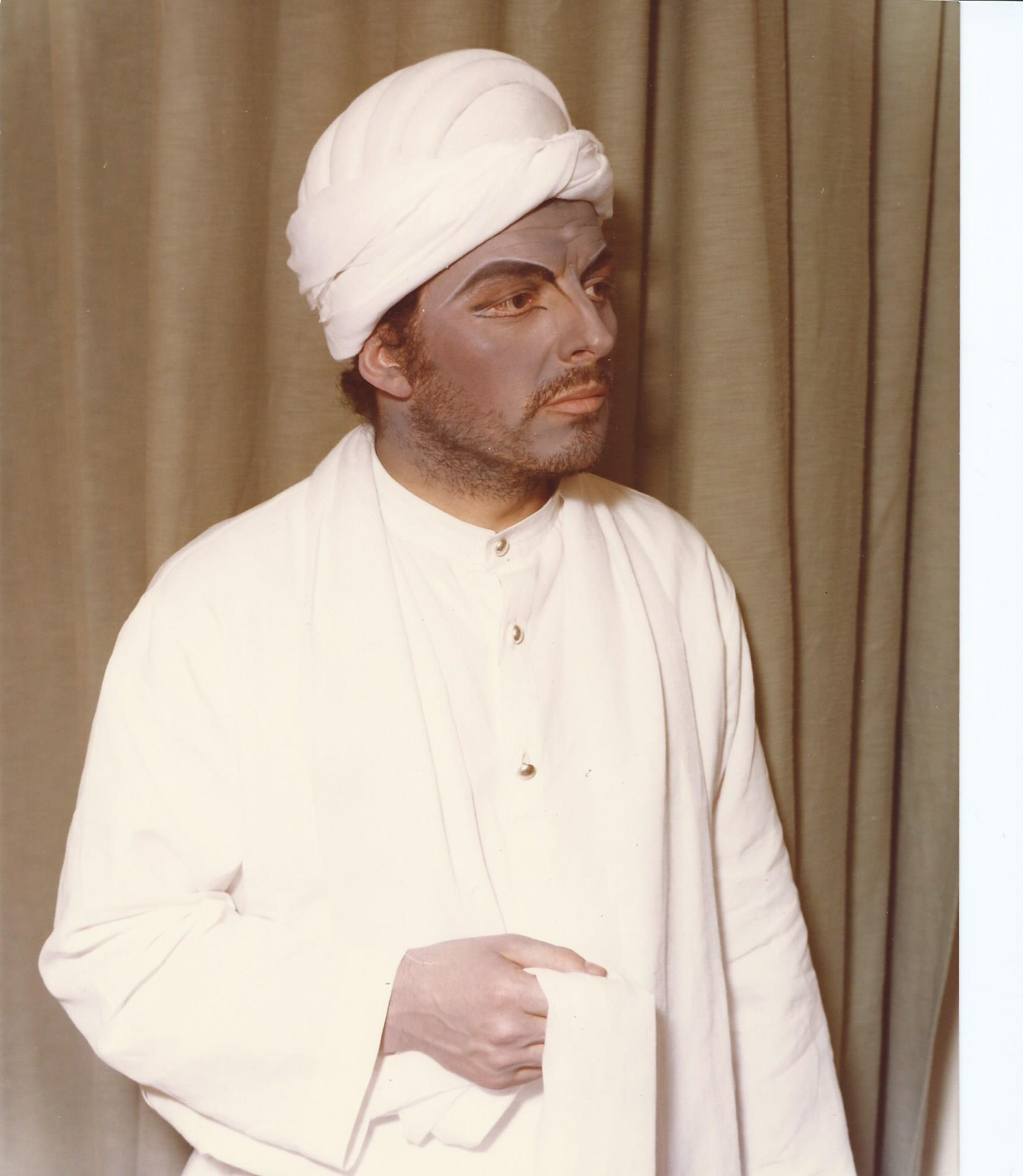
Les pecheurs de perles Beniamino Prior (Nadir) Teatro Comunale di Bologna 1980

Nizza Opéra, 1982 (Rita Lantieri, Bonaldo Giaiotti, dir. Pierre Dervaux).
.
FRANCESCO CILEA
Adriana Lecouvreur : Maurizio
Caracas Teatro Municipal, 1981 (Gilda Cruz-Romo, Fiorenza Cossotto, Ivo Vinco, dir. Michelangelo Veltri).
Bari Teatro Pettruzzelli, 1985 (Raina Kabaivanska, Luciana D'Intino, Mario Rinaudo, dir. Maurizio Arena).
.
FRANCESCO CAVALLI
Il Giasone : Egeo
Genova Politeama Margherita, 1972 (John Patrick Thomas, Romana Righetti, Lucia Valentini, Enrico Fissore, dir. Marcello Panni).
.
ANTONÍN DVOŘÁK
Rusalka : Il Principe
Trieste Teatro Verdi, 1985 (Rita Lantieri, Katia Angeloni, Paolo Washington, dir. Gianfranco Masini).
.
CHARLES GOUNOD
Faust : Dottor Faust
Bologna Teatro Comunale, 1975 (Mirella Freni, Ruggero Raimondi, Walter Alberti, dir. Reynald Giovaninetti).
Torino Teatro Regio, 1975 versione in Italiano  (Helia T'Hezan, Ruggero Raimondi, Lino Puglisi, dir. Pierre Dervaux).
Bologna Teatro Comunale, 1976 (Mirella Freni, Ruggero Raimondi, Giorgio Zancanaro, dir. Reynald Giovaninetti).
Bologna Teatro Comunale, 1977 (Rita Talarico, Ruggero Raimondi, Giorgio Zancanaro, dir. Reynald Giovaninetti).
Caracas Teatro Municipal, 1978 (Adriana Maliponte, Bonaldo Giaiotti, dir. Nicola Rescigno).
.
JULES MASSENET
Manon : Des Grieux
Elda (E) Teatro Cervantes 1977 (Jeanette Pilou, Rene Franc, dir. F.M.Martini).
Santiago Teatro Municipal, 1977 (Heather Thomson, Ricardo Yost, dir. Michelangelo Veltri).
Marsiglia Opéra, 1980 Masterson (Valerie Masterson, Jacques Noel, dir. Michelangelo Veltri).
.
AMILCARE PONCHIELLI
La Gioconda : Enzo Grimaldo
Teatro Municipal di Caracas, 1977 (Orianna Santunione, Leo Nucci, Luigi Roni, dir. Michelangelo Veltri).
Marsiglia Opéra, 1982 (Evelyn Brunner, George Pappas, dir. Michelangelo Veltri).
.
AMBROISE THOMAS
Mignon : Wilhelm Meister
Edmonton Canadian Opera, 1978 (Marilyn Horne, Napoleon Bisson, Nicola Zaccaria, dir. Endrew Meltzer).

## Discografia selezionata
Missa "O Pulchritudo" di G. C. Menotti - Registrazione live Spoleto 15.07.79 - LP FONIT CETRA FDM 0001
Omaggio a G. Verdi, pianista Leone Magiera - Registrazione live Teatro Carani di Sassuolo 27.04.76 - LP Bongiovanni BP R. LP7
Lucia di Lammermoor di G. Donizetti Teatro alla Scala - Registrazione live Milano 07.12.67 - CD Nuova Era 013.6320/21
La Straniera di V. Bellini Teatro la Fenice - Registrazione live Venezia 07.01.70 - www.houseofopera.ca - CD 834500
Anna Bolena di G. Donizetti Teatro del Liceo - Registrazione live Barcellona 26.11.1971 - CD Operalovers USA
Stiffelio di G. Verdi Teatro Regio di Parma - Registrazione live Parma 29.12.68 - CD Nuova Era 2284/85
Simon Boccanegra G. Verdi Avignon Opera - Registrazione live Avignon 20.02.83 - www.houseofopera.ca - CD 88501
Adriana Lecouvreur F. Cilea - Registrazione live Caracas 29.05.81 - www.houseofopera.ca CD 5219
La Traviata di G. Verdi - Registrazione live S. Francisco 17.10.80 - www.houseofopera.ca CD 1774500.
La Gioconda di A. Ponchielli - Registrazione live Caracas 03.05.77 - www.lamaisondelalirique.com - Ponchielli 0024
Un ballo in maschera di G. Verdi - Registrazione live Dallas 1978 - www.lamaisondelalirique.com - Verdi 0629
La Rondine di G. Puccini - Registrazione live Philadelphia 1972 - www.operadepot.com - OD 11714-2

## Premi e riconoscimenti
- 1971 - vince il Premio come miglior tenore emergente in Italia - Concorso Voci Verdiane indetto dalla RAI
- 1973 - vince il Premio Frescobaldi -  Ferrara
- 2006 - riceve il Sigillo della Città di Pordenone
- 2007 - Premio alla Carriera della città di Pordenone

### Stampa quotidiana
Anon., Un tenore che si è imposto, «Il Nuovo Veneto», 15.06.1969
Anon., Un successo di Prior al Teatro La Fenice, «Messaggero Veneto» (Udine), 10.01.1970
Anon., Il tenore Prior al Comunale, «Il Giornale d’Italia» (Roma), 26-27.01.1972
Leonardo Pinzauti, Successo al Comunale di un giovane tenore, «La Nazione» (Firenze), 27.01.1972
Anon., Ancora un successo con la Butterfly, «La Nazione» (Firenze), 04.03.1972
Duilio Courir, Butterfly a Bologna, «Il resto del Carlino» (Bologna), 21.01.1973
Massimo Mila, Donizetti giovane, «Stampa sera» (Torino), 16.09.1974
Anon., Nemorino ugola d’oro a tempo pieno, «Il Piccolo» (Trieste), 21.11.1974
Duilio Courir, Mefistofele si fa cardinale e finanziere, «Corriere della Sera» (Milano), 20.02.1975
Anon., Un debut triunfal, «El Universal» (Caracas), 27.05.1975
John Ardoin, DCO - Butterfly returns, «The Dallas Morning News» (Dallas), 24.11.1975
John Ardoin, La Boheme returns with look of loveliness, «Dallas Times Herald» (Dallas), 12.12.1976
J. Garcia Coustures, La Gioconda rotundo exito en el Municipal, «El caraqueño» (Caracas), 06.05.1977
S. Luis Bustos, Manon, «El Mercurio» (Santiago del Chile), 06.10.1977
Victor M. Muňoz Risopatron, Manon, «El Mercurio» (Santiago del Chile), 08.10.1977
Danilo Cassin, La comunità di Tiezzo, Tiezzo, Edizioni Il Pozzo, 1978
Anon., Madame Butterfly, «El correo catalan» (Barcelona), 19.02.1978
Alex Mattalia, Rigoletto à l’Opéra: une excellente reprise, «Le Méridional» (Avignon), 07.05.1978.
Mario Messinis, Traviata con onore, «Il Gazzettino» (Venezia), 13.02.1979
Turi Arena, Lucia nata sotto il segno dell’avventura, «Il Giornale di Genova» (Genova), 06.05.1979
Xavier Montsalvatge, Lucia di Lammermoor, «La Vanguardia» (Barcelona), 08.01.1980
Ludovica Cantarutti, “Giramondo d’élite”, in Gente del Friuli, Venezia, 1981
Alain Louis, Représentation exceptionnelle de Lucia di Lammermoor avec un quatuor vocal d’un très haut niveau, «Vaucluse Matin» (Avignon), 16.01.1984
Alain Louis, Nabucco: un triompheu, «Vaucluse Matin» (Avignon), 10.03.1986;
Edmée Santy, Triomphe absolu verdissimo, «Le Provençal» (Marsiglia), 20.02.1995

### Opere generali
- Carlo Marinelli Roscioni Roscioni, Cronologia del Teatro Comunale, Treviso, Ente Teatro Comunale, 1973.
- Roberto Costi, Cinquant’anni di Teatro, Sassuolo, Studio Area, 1979.
- Edilio Frassoni, Due secoli di lirica a Genova, Genova, Cassa di Risparmio di Genova e Imperia, 1979.ad indicem
- Assunta Brannetti, Teatri di Viterbo, Viterbo, Tipolitografia Quatrini, 1981, ad indicem
- Alfonso Giovine, Il Teatro Petruzzelli. Stagioni liriche dal 1903 al 1982, Bari, F.lli Laterza, 1983, ad indicem
- Renzo Aiolfi, Il Teatro a Savona, 1583-1984, Savona, Tipograf, 1984
- Maria Giovanna Forlani, Il Teatro Municipale di Piacenza (1804-1984), Piacenza, Cassa di Risparmio di Piacenza – Comune di Piacenza, 1985, ad indicem
- Anon., Teatro Comunale di Ferrara 1964-1984, Ferrara, Teatro Comunale, 1985
- Giorgio Nuvoloni, Arena di Verona, 1913-1985, stagioni liriche nei programmi e nelle immagini, Verona, Arena di Verona Ente Autonomo Spettacoli Lirici, 1986
- Lamberto Trezzini, Due secoli di vita musicale. Storia del Teatro Comunale di Bologna, Bologna, Edizioni Alfa, 19862
- Luis Arrones Peón, Historia de la Opera en Oviedo, Oviedo, Asociacion Asturiana de amigos de la Opera, 1987, ad indicem
- Gino Dell’ira, I Teatri di Pisa, 1773-1986, prefazione di Giorgio Gualerzi, Pisa, Giardini, 1987
- Giuseppe Gherpelli, L’Opera nei Teatri di Modena, presentazione di Carlo Maria Badini, Modena, Artioli, 1988, ad indicem
- Carlo Marinelli Roscioni, Il Teatro di San Carlo. La cronologia 1737-1987, Napoli, Guida Editore, 1988, ad indicem
- Alfredo Giovine, Il Teatro Alfieri di Asti, Bari, Centro studi baresi, 1989
- Alier Roger Aixala, El Gran teatro del Liceo, Barcelona, Ed. Francesc X, Mata, 1991
- Michele Girardi – Franco Rossi, Il Teatro La Fenice. Cronologia degli spettacoli 1938-1991, Venezia, Albrizzi, 1992
- Elvio Giudici, L’opera in CD e in video, Milano, Il Saggiatore, 1995, p. 195
- Karl Josef Kutsch – Leo Riemens, Grosses Sängerlexikon, Bern und München, Saur, 1997
- Guido Leone – Sergio Leone, 100anni di musica al Teatro Massimo di Palermo 1897-1996, Palermo, Publisicula, 1997, ad indicem
- Mario Moreau, O Teatro de S. Carlos, dois séculos de historia, Lisboa, Hugin Editores, 1999
- Fulvio Venturi, L’opera lirica a Livorno, 1847-1999. Dall’inaugurazione del Teatro Leopoldo al nuovo millennio, Livorno, Circolo Musicale Galliano Masini, 2000
- Claudia Bova, Storia del Teatro Comunale Francesco Cilea di Reggio Calabria, Reggio Calabria, Istar Editrice, 2007
- Bruno Rossi, Voci liriche del Friuli, Udine, Pizzicato edizioni musicali, 2013, pp. 1152-1170.